# Liste griechischer Phrasen/My

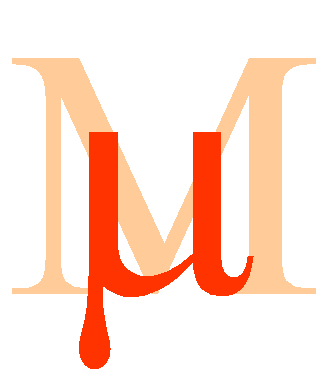
My

## Μαιευτικὴ τέχνη
Μαιευτικὴ τέχνη
Μaieutikē technē
„Hebammenkunst“

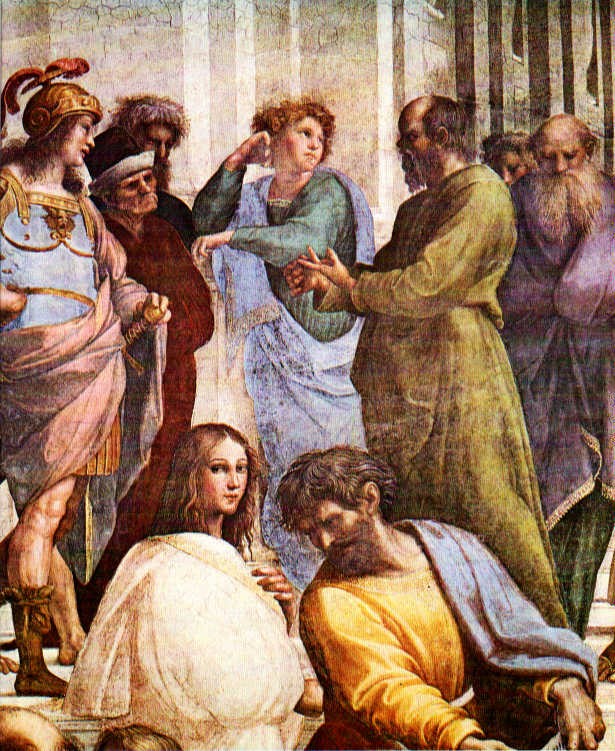
Der disputierende Sokrates (rechts) in Raffaels Gemälde Die Schule von Athen

Als Mäeutik bezeichnete Sokrates in Anspielung auf den Beruf seiner Mutter seine Kunst der Gesprächsführung. Die Mäeutik beruht auf der Grundannahme, dass die Wahrheit in der angeborenen Vernunft jedes Menschen bereitliegt und nur ans Licht gebracht („entbunden“) werden muss.
Die sokratische Ironie besteht darin, dass Sokrates vorgibt, der Unwissende zu sein, aber Fragen stellt, in denen die Antwort schon verborgen liegt. Der Kern des sokratischen Gesprächs ist es, durch gezielte Fragen die Beteiligten in den Dialog einzubeziehen, so dass sie selbst zu Erkenntnissen gelangen.
Die Mäeutik verfährt in zwei Schritten:
1. In der Elenktik („Kunst der Überführung“) erschüttert Sokrates den Standpunkt seines Gesprächspartners und überführt ihn in die Aporie, wodurch die Bereitschaft zur Suche nach der Erkenntnis geweckt werden soll.
2. In der Protreptik („Kunst der Hinwendung“) führt Sokrates den Gesprächspartner dann durch weiteres Fragen zu einer richtigen Meinung.

Ziel der Mäeutik ist εὖ ζῆν (eu zēn) – „richtig/gut/wahr zu leben“.

## Μακάριοι οἱ μὴ ἰδόντες καὶ πιστεύσαντες.

Caravaggio: Der ungläubige Thomas

Μακάριοι οἱ μὴ ἰδόντες καὶ πιστεύσαντες.
Makarioi hoi mē idontes kai pisteusantes.
„Selig die nicht sehen und doch glauben.“
Der Begriff des ungläubigen Thomas ist aus dem Evangelium nach Johannes abgeleitet, wo der Apostel Thomas erst dann die Auferstehung Jesu glauben will, wenn er dessen Wundmale berührt hat. Thomas war nicht dabei, als Jesus kam. Als die anderen Jünger zu ihm sagten „Wir haben den Herrn gesehen“, entgegnete er skeptisch:
„Wenn ich nicht die Male der Nägel an seinen Händen sehe und wenn ich meinen Finger nicht in die Male der Nägel und meine Hand nicht in seine Seite lege, glaube ich nicht.“
Acht Tage später war Thomas dabei, als Jesus trotz verschlossener Türen in ihre Mitte trat. Dann sagte er zu Thomas:
„Streck deinen Finger aus – hier sind meine Hände! Streck deine Hand aus und leg sie in meine Seite und sei nicht ungläubig, sondern gläubig!“
Thomas tat dies und sagte tief beeindruckt:
„Mein Herr und mein Gott!“
Jesus aber sagte zu ihm:
„Weil du mich gesehen hast, glaubst du. Selig sind, die nicht sehen und doch glauben.“

## Μακάριοι οἱ πτωχοὶ τῷ πνεύματι.
Μακάριοι οἱ πτωχοὶ τῷ πνεύματι, ὅτι αὐτῶν ἐστιν ἡ βασιλεία τῶν οὐρανῶν.
Makarioi hoi ptōchoi tō pneumati, hoti autōn estin hē basileia tōn ouranōn.
„Selig die Armen im Geiste, denn ihrer ist das Himmelreich.“
Anfang der Seligpreisung im Matthäusevangelium. Die Seligpreisungen (Makarismen von Μακάριοι …) sind eine Reihung von 8 + 1 Mal „Selig sind …“, mit denen Jesus seine Bergpredigt einleitet. Dabei wird verschiedenen Gruppen von Menschen, die vordergründig gesehen zu den Benachteiligten gehören, die Teilnahme an der Gottesherrschaft versprochen.
| Bild | Nr. | deutsch/griechisch |
| --- | --- | --- |
| Ausschnitt 1 aus einer russisch-orthodoxen Ikone (17. Jahrhundert oder älter) mit 9 Abbildungen über die Seligpreisungen | 1   | Selig sind, die da geistlich arm sind; denn ihrer ist das Himmelreich. Μακάριοι οἱ πτωχοὶ τῷ πνεύματι, ὅτι αὐτῶν ἐστιν ἡ βασιλεία τῶν οὐρανῶν. Lukasevangelium: Selig seid ihr Armen; denn das Reich Gottes ist euer. Jakobusbrief: »Hört, meine geliebten Brüder, hat nicht Gott die Armen in dieser Welt zu Reichen im Glauben und Losteilinhabern des Königreichs erwählt, das Er denen verheißen hat, die Ihn lieben?« |
| Ausschnitt 2 aus einer russisch-orthodoxen Ikone (17. Jahrhundert oder älter) mit 9 Abbildungen über die Seligpreisungen | 2   | Selig sind, die da Leid tragen; denn sie sollen getröstet werden. Μακάριοι οἱ πενθοῦντες, ὅτι αὐτοὶ παρακληθήσονται. Jesaja: „In der Höhe und im Heiligen weile Ich und bei dem, der zerschlagenen und erniedrigten Geistes ist, zu beleben den Geist der Erniedrigten und zu beleben das Herz der Zerschlagnen.“ |
| Ausschnitt 3 aus einer russisch-orthodoxen Ikone (17. Jahrhundert oder älter) mit 9 Abbildungen über die Seligpreisungen | 3   | Selig sind die Sanftmütigen; denn sie werden das Erdreich besitzen. Μακάριοι οἱ πραεῖς, ὅτι αὐτοὶ κληρονομήσουσιν τὴν γῆν. Psalm 37: „Aber die Elenden werden das Land erben und Lust haben an großem Frieden.“ |
| Ausschnitt 4 aus einer russisch-orthodoxen Ikone (17. Jahrhundert oder älter) mit 9 Abbildungen über die Seligpreisungen | 4   | Selig sind, die da hungert und dürstet nach der Gerechtigkeit; denn sie sollen satt werden. Μακάριοι οἱ πεινῶντες καὶ διψῶντες τὴν δικαιοσύνην, ὅτι αὐτοὶ χορτασθήσονται. Lukasevangelium: „Selig seid ihr, die ihr hier jetzt hungert; denn ihr sollt satt werden.“ Offenbarung des Johannes: „Sie werden nicht mehr hungern noch dürsten; es wird auch nicht auf ihnen lasten die Sonne oder irgendeine Hitze; […]“      |
| Ausschnitt 5 aus einer russisch-orthodoxen Ikone (17. Jahrhundert oder älter) mit 9 Abbildungen über die Seligpreisungen | 5   | Selig sind die Barmherzigen; denn sie werden Barmherzigkeit erlangen. Μακάριοι οἱ ἐλεήμονες, ὅτι αὐτοὶ ἐλεηθήσονται. Jakobusbrief: „Denn es wird ein unbarmherziges Gericht über den ergehen, der nicht Barmherzigkeit getan hat; Barmherzigkeit aber triumphiert über das Gericht.“ |
| Ausschnitt 6 aus einer russisch-orthodoxen Ikone (17. Jahrhundert oder älter) mit 9 Abbildungen über die Seligpreisungen | 6   | Selig sind, die reines Herzens sind; denn sie werden Gott schauen. Μακάριοι οἱ καθαροὶ τῇ καρδίᾳ, ὅτι αὐτοὶ τὸν Θεὸν ὄψονται. Psalm 51: „Schaffe in mir, Gott, ein reines Herz und gib mir einen neuen, beständigen Geist.“ |
| Ausschnitt 7 aus einer russisch-orthodoxen Ikone (17. Jahrhundert oder älter) mit 9 Abbildungen über die Seligpreisungen | 7   | Selig sind die Friedfertigen; denn sie werden Gottes Kinder heißen. Μακάριοι οἱ εἰρηνοποιοί, ὅτι αὐτοὶ υἱοὶ Θεοῦ κληθήσονται. Hebräerbrief: „Jagt dem Frieden nach mit jedermann und der Heiligung, ohne die niemand den Herrn sehen wird, […]“ |
| Ausschnitt 8 aus einer russisch-orthodoxen Ikone (17. Jahrhundert oder älter) mit 9 Abbildungen über die Seligpreisungen | 8   | Selig sind, die um Gerechtigkeit willen verfolgt werden; denn das Himmelreich ist ihr. Μακάριοι οἱ δεδιωγμένοι ἕνεκεν δικαιοσύνης, ὅτι αὐτῶν ἐστιν ἡ βασιλεία τῶν οὐρανῶν. 1. Petrusbrief: „Und wenn ihr auch leidet um der Gerechtigkeit willen, so seid ihr doch selig. Fürchtet euch nicht vor ihrem Drohen und erschreckt nicht; […]“                                                                                  |
| Ausschnitt 9 aus einer russisch-orthodoxen Ikone (17. Jahrhundert oder älter) mit 9 Abbildungen über die Seligpreisungen | 9   | Selig seid ihr, wenn euch die Menschen um meinetwillen schmähen und verfolgen und reden allerlei Übles gegen euch, so sie daran lügen. Μακάριοί ἐστε ὅταν ὀνειδίσωσιν ὑμᾶς καὶ διώξωσιν καὶ εἴπωσιν πᾶν πονηρὸν καθ’ ὑμῶν [ψευδόμενοι] ἕνεκεν ἐμοῦ. Lukasevangelium: „Selig seid ihr, wenn euch die Menschen hassen und euch ausstoßen und schmähen und verwerfen euren Namen als böse um des Menschensohnes willen.“      |

Die Seligpreisungen beginnen neunmal mit „Selig (sind/seid) …“ (Μακάριοι). Die erste und die achte Seligpreisung schließen jeweils mit der Verheißung des Himmelreiches (βασιλεία τῶν οὐρανῶν basileia tōn ouranōn), für das Matthäusevangelium ein zentraler Begriff.
Auffallend ist auch, dass die ersten vier Seligpreisungen als π-Alliteration formuliert sind:
- Arme: πτωχοί ptochoi
- Trauernde: πενθοῦντες penthountes
- Sanftmütige: πραεῖς praeis
- Hungernde: πεινῶντες peinontes

## Μακάρων νῆσοι
Μακάρων νῆσοι
Μakárōn nēsoi
„Inseln der Seligen“

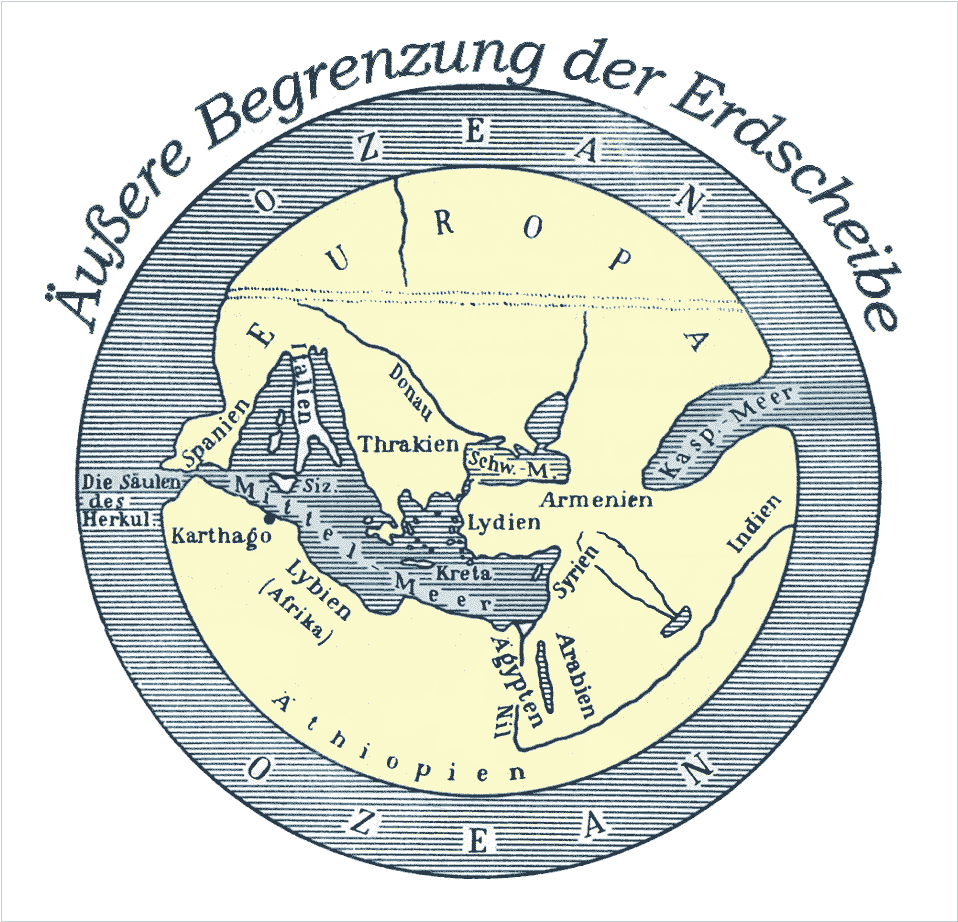
Weltkarte des Hekataios von Milet

Die „Inseln der Seligen“ liegen im äußersten Westen des Erdkreises, werden vom Okeanos umflossen und sind der Ort, auf den Helden entrückt werden, die von den Göttern geliebt wurden. Eine der Inseln ist das Elysion (Ἠλύσιον Πεδίον), nach späterer Ansicht war dieses jedoch Teil des Hades. In Meyers Konversations-Lexikon heißt es dazu:

„Elysĭum (griech. Elysion), bei Homer ein Gefilde am westlichen Erdrand beim Okeanos, wo ewiger Frühling herrscht und immer ein kühlender Zephyr weht; dorthin werden Zeus’ Lieblinge, wie sein Sohn Rhadamanthys und sein Eidam Menelaos, ohne den Tod zu schauen, entrückt, um das glücklichste Dasein zu führen. Hesiod u. a. reden von Inseln der Seligen, wo von Zeus erlesene Heroen des vierten Menschengeschlechts unter Kronos’ Herrschaft fortleben. […] Spätere, wie auch Vergil, verlegten das E.[lysium] in die Unterwelt als den Aufenthalt der von den Totenrichtern würdig Befundenen.“

In Pierer’s Universal-Lexikon heißt es ausführlicher:

„Eine Fortdauer sammt dem irdischen Leibe war nur wenigen Auserwählten u. Freunden der Götter gewährt, […]; sie waren lebend der Erde entnommen u. wohnten auf den Elysäischen Gefilden (Elysium), wo ein ewiger Frühling herrschte. Diese Gefilde suchte man […] zuletzt auf einer Insel des Oceans. Der Glaube an eine Vergeltung des Erdenlebens tritt erst bei Hesiodos deutlicher hervor, so daß alle Gute u. Edle nach dem Leben in die seligen Eilande (Μακάρων νῆσοι, Inseln der Seligen), kommen; […] Die seligen Eilande sind ein Ort, wo unter der Herrschaft des Kronos das Goldene Zeitalter wieder gelebt wird, wo man in seliger Sorgenlosigkeit am Gewoge des Oceans lebt, wo der fruchtbare Boden dreimal des Jahres die schönsten Früchte bietet. Erst die spätere Zeit vereinigte Unterwelt u. Todtenreich (Hades, Erebos), das man in die Mitte der Erde verlegte, u. schied zwischen Ort der Belohnung (Elysium) u. Bestrafung (Tartaros), […] Die dem Minos ihr Leben durch gute Thaten bewährt hatten, kamen in das Elysium, dessen Schilderung alle sinnlichen Freuden vereinigt darstellte. Um dasselbe herum strömte in Silberklarheit der Lethestrom, […] blumige Auen mit schattigen Hainen dehnten sich dort aus, heitere u. reine Lüfte umgaben den wolkenlosen u. ewig lichten Himmel. Was im Leben Einen angenehm beschäftigt hatte, das trieb er auch hier noch fort. Hier war ewiger Frühling, unbestellt brachte die Erde dreimal des Jahres ihre Gaben zum Unterhalt der Seligen, Alter, Schmerzen u. Krankheit waren hier nicht, sondern nur Freude u. Luft. […] Nach dem Leben in der Unterwelt kehrten nach gewisser Zeit die Seelen wieder auf die Oberwelt zurück; die aus dem Elysium zurückkehrenden Frommen tranken wieder aus Lethe, um die genossenen Freuden zu vergessen. Hatten sie so dreimal unsträflich auf der Erde gelebt, so wurden sie für immer auf die Inseln der Seligen versetzt, wo ihrer noch höhere Freuden als im Elysium warteten.“

Der römische Dichter Horaz fordert in einer Epode zur Auswanderung auf die lateinisch Divites Insulae (arva divites et insulas) genannten Inseln auf, die er mit folgenden Worten preist:
vos, quibus est virtus, muliebrem tollite luctum,

    Etrusca praeter et volate litora.

nos manet Oceanus circumvagus: arva beata

    petamus, arva divites et insulas,

reddit ubi cererem tellus inarata quotannis

    et inputata floret usque vinea,

germinat et numquam fallentis termes olivae

    suamque pulla ficus ornat arborem,

mella cava manant ex ilice, montibus altis

    levis crepante lympha desilit pede.

illic iniussae veniunt ad mulctra capellae

    refertque tenta grex amicus ubera,

nec vespertinus circumgemit ursus ovile

    nec intumescit alta viperis humus;

nulla nocent pecori contagia, nullius astri

    gregem aestuosa torret inpotentia.
Ihr, deren männlicher Mut noch grün, bannt weibisches Trauern

    Und segelt, dem tyrrhenischen Gestad vorbei,

Wo der Oceanus fließt um die seligen, unser gewärtig,

    Eilandsgefilde, reiche, kommt, wir suchen sie,

Länder ohne Pflug, da Ceres im Grund jahrjährlich bekleibet,

    Und unbeschnitten immerfort die Rebe blüht,

Land, da des Ölbaums Reis untrüglich sprosset und fruchtet,

    Schwarzfeige schmückt auf eigner Wurzel ihren Baum.

Honig aus hohlem Geschlüft des Eichbaums tränt, vom Gebirge

    Die blanke Flut geschwätzigen Traufes niederspringt.

Dort ruft nimmer ein Hirt die Geiß zum melken, gewillig

    Trägt seinen Euter prall daher das fromme Schaf.

Nicht tappt brummend zunacht der Bär um die Pferche der Lämmer,

    Noch bäumt am Boden giftgeschwollene Natterbrut.

Keinerlei Seuche befällt das Vieh. Kein glühes Gestirn plagt

    Mit Wut, unbändig tobender, die Herdentrift.
Die Kanarischen Inseln wurden unter dem Namen insulae fortunatae, der lateinischen Entsprechung zu μακάρων νῆσοι, bekannt – ein Begriff, den schon Plinius im sechsten Buch seiner Naturgeschichte erwähnt. In der wörtlichen Übersetzung fortunatorum insulae erscheint Ausdruck bei Plautus sogar etwa 2,5 Jahrhunderte früher. Die Region der im östlichen Zentralatlantik liegenden Inselgruppen vulkanischen Ursprungs (einschließlich der Kanarischen Inseln) wird in der Biogeographie heutzutage unter dem Begriff Makaronesien zusammengefasst.

## Μᾶτερ ὦ χρυσοστεφάνων ἀέθλων, Οὐλυμπία
ΜΑΤΕΡ Ω ΧΡΥΣΟΣΤΕ

ΦΑΝΩΝ ΑΕΘΛΩΝ

ΟΛΥΜΠΙ ΔΕΣΠΟΙ

Ν’ ΑΛΑ ΘΕΙΑΣ

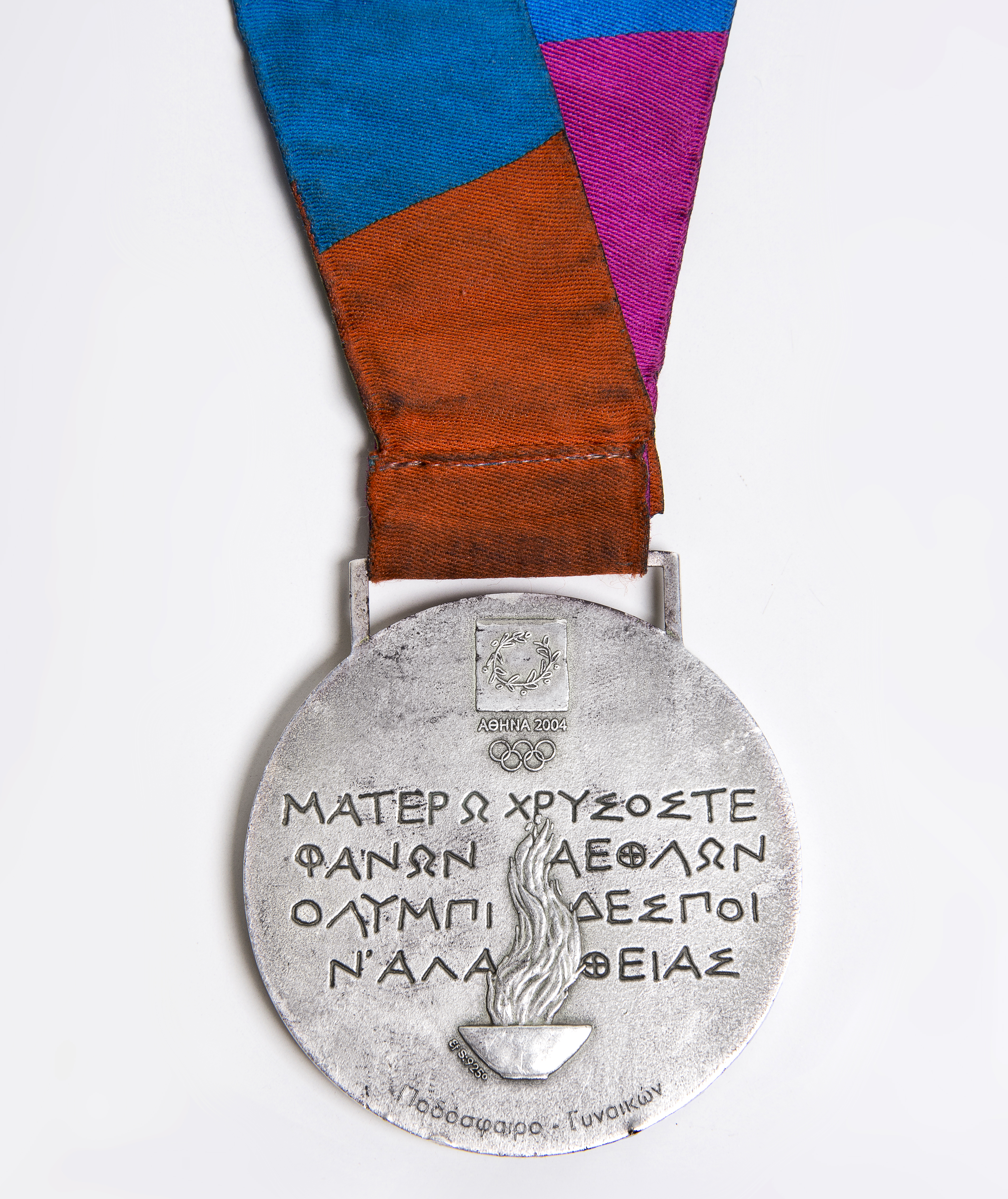
Rückseite einer Silbermedaille der Olympischen Sommerspiele 2004 in Athen; griechischer Text, wie auf er der Medaille zu lesen ist:
ΜΑΤΕΡ Ω ΧΡΥΣΟΣΤΕ
ΦΑΝΩΝ ΑΕΘΛΩΝ
ΟΛΥΜΠΙ ΔΕΣΠΟΙ
Ν’ ΑΛΑ ΘΕΙΑΣ

Μᾶτερ ὦ χρυσοστεφάνων ἀέθλων, Οὐλυμπία
Mater ō chrysostephanōn aethlōn, Oulympia
„O Mutter der goldgekrönten Kampfspiele, Olympia!“
Anfang eines Lobpreises auf Olympia und die Olympischen Spiele durch den Dichter Pindar, der Oden auf Sieger der Olympischen, Pythischen, Nemeischen und Isthmischen Spiele schrieb.
Μᾶτερ ὦ χρυσοστεφάνων

ἀέθλων, Οὐλυμπία,

δέσποιν’ ἀλαθείας, ἵνα μάντιες ἄνδρες

ἐμπύροις τεκμαιρόμενοι παραπειρῶν-

ται Διὸς ἀργικεραύνου,

εἴ τιν’ ἔχει λόγον ἀνθρώπων πέρι

μαιομένων μεγάλαν

ἀρετὰν θυμῷ λαβεῖν,

τῶν δὲ μόχθων ἀμπνοάν.
Mater ō chrysostephanōn

aethlōn, Oulympia,

despoin’ alatheias, hina manties andres

empyrois tekmairomenoi parapeidōn-

tai Dios archikeraunou,

ei tin’ echei logon anthrōpōn peri

maiomenon megalan

aretan thymō labein,

tōn de mochthōn ampnoan.
O Mutter der goldgekrönten

Kampfspiele, Olympia,

Herrin der Wahrheit, wo wahrsagende Männer

brennende Opfer auslegend, befra-

gen Zeus, den hellblitzenden,

ob er etwas Acht hat auf die Menschen,

die im Herzen streben,

großen Heldenmut zu erlangen

und ein Aufatmen von den Mühen.
Der Anfang dieser Ode war 2004 bei den Olympischen Spielen in Athen auf der Rückseite der Olympiamedaillen in griechischer Schrift eingraviert.

## Μέγα βιβλίον, μέγα κακόν.
Μέγα βιβλίον, μέγα κακόν.
Mega biblion, mega kakon.
„Großes Buch – großes Übel.“
Ausspruch des alexandrinischen Dichters Kallimachos, der Hofdichter Ptolemaios’ II. war und an der Bibliothek von Alexandria arbeitete.
Von ihm stammt der Bibliothekskatalog, der erste schriftliche Katalog der Bibliotheksgeschichte, der auf Tafeln an den Wänden angebracht war. Als Verfasserlexikon sämtlicher griechischer Autoren umfasste er 120 Buchrollen und war nicht für die Benutzer bestimmt, sondern konzentrierte sich auf eine Auswahl der griechischen Schriftsteller. Jede Rolle wurde mit einem Etikett mit Verfasser- und Titelangabe versehen, so dass man sie zu ihrer Identifizierung nicht zu entrollen brauchte.
Gleichsam als Gegengewicht zu seinen umfangreichen Arbeiten als Bibliothekar verfasste Kallimachos selbst Gedichte. Umfangreiche Dichtungen wie etwa Epen in homerischer Tradition lehnte er ab.

## Μεγάλη Ἑλλάς
Μεγάλη Ἑλλάς
Megalē Hellas
„Großgriechenland“

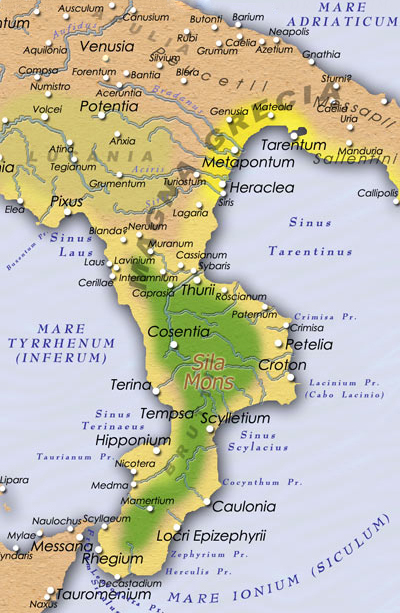
Magna Graecia
Μεγάλη Ἑλλάς

Lateinisch als Magna Graecia werden die Regionen im antiken Süditalien und Sizilien bezeichnet, die durch griechische Siedler ab dem 8. Jahrhundert v. Chr. kolonisiert wurden. Die Kolonien wurden als Magna Graecia bezeichnet, vermutlich, um ihre Größe gegenüber dem griechischen Mutterland zu betonen.
Die Abreise der Kolonisten aus Griechenland ging auf friedliche Weise vor, wenn die Bevölkerung in einer Stadt zu groß wurde, oder, wenn Kämpfe zwischen Gruppen verschiedener Stadtbewohner mit dem Sieg einer Gruppe endeten, wurden die Besiegten zur Verbannung verurteilt.
Noch heute existiert in Kalabrien und in Apulien eine kleine Minderheit, die Griko spricht – eine Sprache mit altgriechischen und italienischen Elementen. Im Griechischen wird die Sprache oft als Κατωιταλιώτικα Katoitaliótika („Nieder-/Unteritalienisch“) bezeichnet.
Das Vaterunser in Griko:
Patrimò pu stei stin ajèra,

pu n'ajasti o Nomà-su,

pu n'arti i Vasilìa-su,

Pu na jettì to telimà-su, pos stin ajèra, jùs stin ghì.

Dòstu es emà to fsomì simmerinò.

Fsexorisò-mma tes amartìe-mma,

pos emì efsexorùme us addù,

ce na mi mas fèri es ton àscimo,

ce vlèfse-ma es pa’ kkakò.

## Μεγάλη Θάλασσα
Μεγάλη Θάλασσα
Megalē Thalassa
„Großes Meer“
Dies ist die erste überlieferte griechische Bezeichnung für das Mittelmeer, das in Neugriechisch jetzt Μεσόγειος Θάλασσα Mesogios Thalassa („Mittelländisches Meer“) heißt. Mit der Entdeckung des Atlantik im 4. Jahrhundert v. Chr. kam die Bezeichnung Ἐντός Θάλασσα Entos Thalassa („Inneres Meer“) auf.
Das Schwarze Meer wurde euphemistisch Πόντος Εὔξεινος Pontos Euxeinos („gastliches Meer“) genannt. Vor dem Jahr 8. Jahrhundert v. Chr. war es auch als Πόντος Ἄξεινος Pontos Axeinos („ungastliches Meer“) bekannt. Der ursprünglich skythische Name lautete Aksaena („das Schwarze“). Im Lateinischen trat später auch das Wort Pontus (von Πόντος Pontos „Meer“) für das Schwarze Meer auf. Heute heißt es im Griechischen Μαύρη Θάλασσα Mavri Thalassa.
Das Rote Meer wurde als Teil des Erythraeischen Meers (Erythra Thalatta) angesehen. Herodot nannte es Arabios kolpos, „Meerbusen Arabiens“. Der Name leitet sich von den rötlichen Korallenbänken (ἐρυθρός erythros „rot“) und vom Anblick der arabischen Wüstenlandschaft ab.
Der Persische Golf war den Griechen vor den Eroberungen Alexanders unbekannt und dessen Admiral Nearchos nahm an, es handle sich um das Erythra Thalatta.

## Μεγάλη Ιδέα
Μεγάλη Ιδέα
Megali Idea
„große Idee“

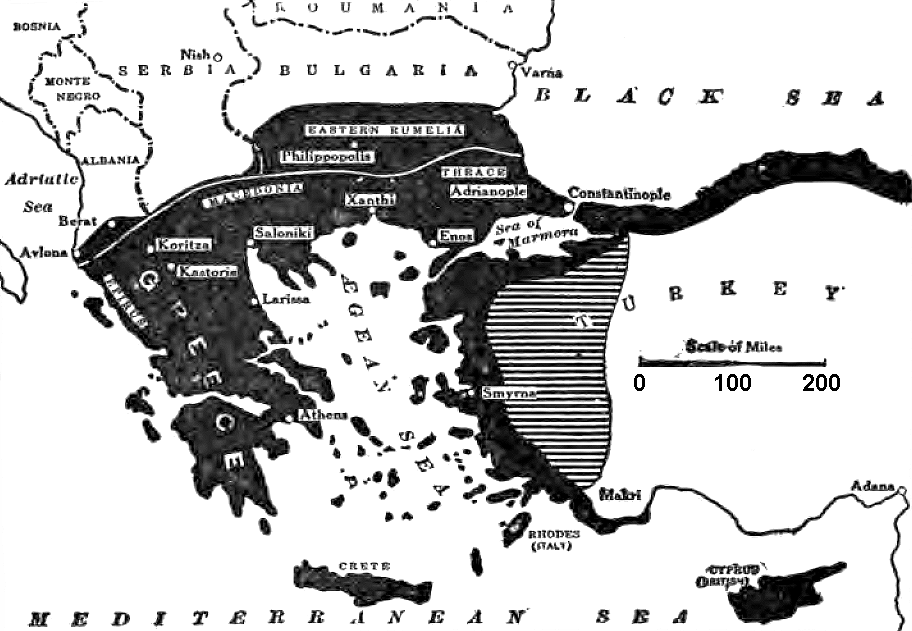
Griechische Gebietsansprüche

Die Großgriechische Idee war vom späten 19. bis in das frühe 20. Jahrhundert Grundlage der griechischen Außenpolitik und schien sich 1920 für kurze Zeit zu verwirklichen, bevor schließlich die damals mehrheitlich griechischsprachigen Regionen des westlichen Kleinasien an die Türkei abgetreten wurden.
Die griechischen Revolutionäre nach 1821 sehnten das byzantinische Reich zurück und wollten ein hellenistisches Reich mit der Hauptstadt Konstantinopel gründen.
Der Erste, der diese Idee propagierte, war der Revolutionär Rigas Ferreos oder Velestinlis. Er zeichnete 1791 die erste Landkarte darüber und verteilte sie später in den griechischsprachigen Gebieten des Osmanischen Reiches. Auf dieser Karte wurden der größte Teil der Balkanländer, Kreta, Rhodos, Thessaloniki, Zypern, die Ägäischen Inseln, Thrakien und Konstantinopel als zu befreiende Gebiete gekennzeichnet.
Die Niederlage Griechenlands im Griechisch-Türkischen Krieg (1919–1922) zerschlug diese Idee endgültig. Im Zuge eines „Bevölkerungsaustauschs“ verschwanden die fast drei Jahrtausende dort ansässigen Griechen aus Kleinasien.
Werner van Gent und Paul L. Walser schreiben in ihrem Griechenlandbuch Zimt in der Suppe:

„In fataler Selbstüberschätzung und völlig falscher Einschätzung sowohl des Gegners als auch der Absichten der Großmächte glaubten die Griechen, ihre ‘Große Idee’ nun doch noch verwirklichen und die ‘Schmach von 1453’ tilgen zu können: Sie landeten im Mai 1919 an der anatolischen Küste und errichteten in Smyrna (İzmir) einen Stützpunkt, von dem aus sie die bis dahin mehrheitlich von Griechen bewohnte Küste und die einstige Kaiserstadt Konstantinopel, die sie bis heute zärtlich einfach als ‘die Stadt’ (i Pólis) zu bezeichnen pflegen, ‘zurückerobern’ wollten.“

Doch die Invasoren hatten ihre Rechnung ohne Mustafa Kemal (Atatürk) gemacht. Eleftherios Venizelos wechselte sämtliche Offiziere der in Anatolien kämpfenden Armee aus, doch die Katastrophe war nicht mehr abzuwenden. Es folgte die , die „kleinasiatische Katastrophe“. Das irrwitzige Kleinasien-Abenteuer endete im August 1922 mit einer totalen Katastrophe. Smyrna wurde in Schutt und Asche gelegt; das, was vom griechischen Heer noch übrig war, flüchtete durch die anatolische Steppe. Konstantinopel hieß nun endgültig Istanbul, und die ethnische Koexistenz war durch den Nationalismus und drei unsinnige Kriegsjahre weggewischt.

## Μεγαλύνει ἡ ψυχή μου τὸν Κύριον.

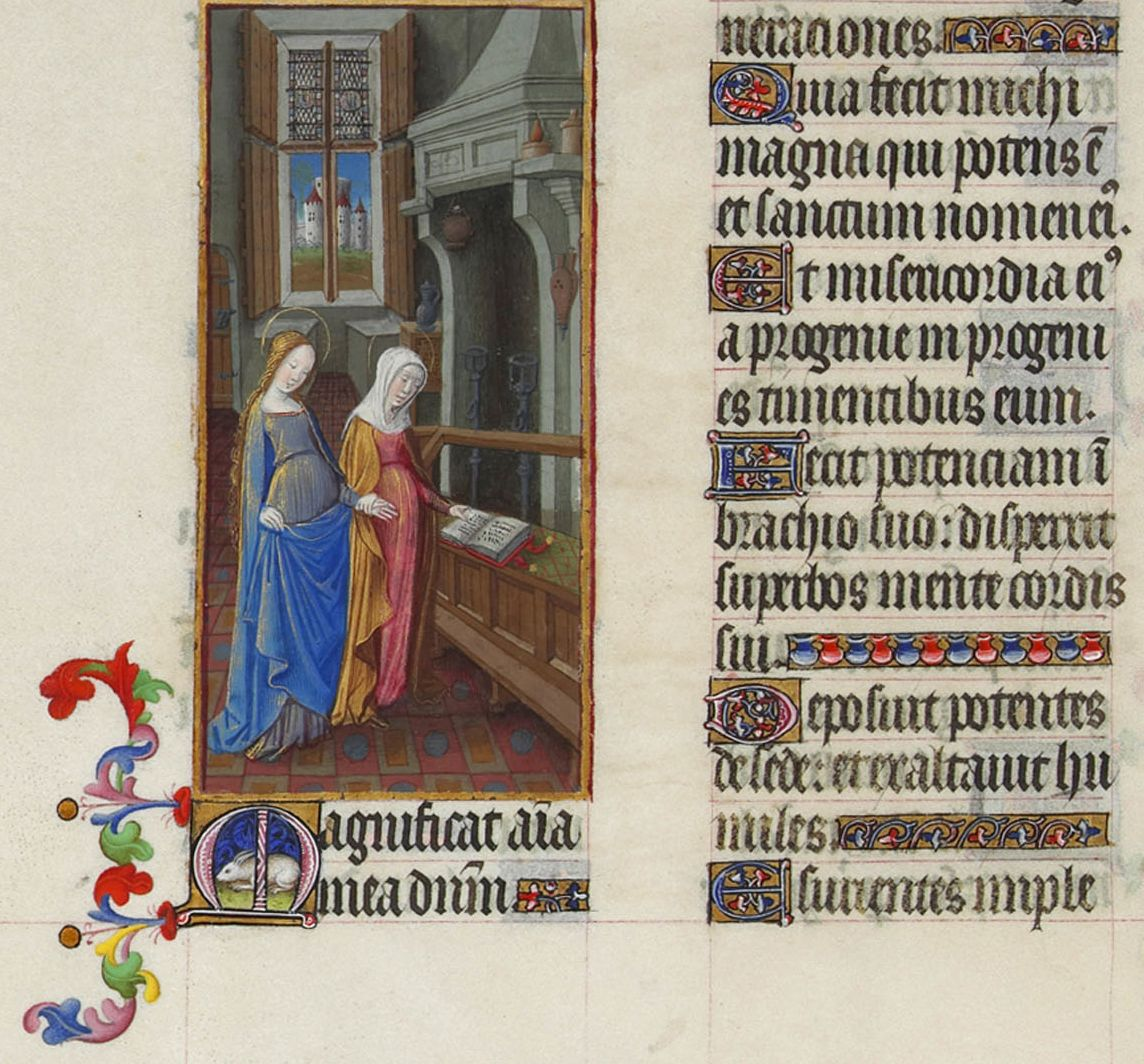
Magnificat anima mea Dominum

Μεγαλύνει ἡ ψυχή μου τὸν Κύριον.
Megalynei hē psychē mou ton Kyrion.
„Meine Seele preist den Herrn.“
Griechischer Originaltext des Magnificat.
Mit den lateinischen Worten „Magnificat anima mea Dominum“ beginnt der psalmartige Lobgesang Marias, mit dem sie, nach der Ankündigung der Geburt Jesu durch den Erzengel Gabriel (Mariä Heimsuchung) zu Besuch bei ihrer Base Elisabeth, auf deren prophetischen Gruß antwortet.
Maria preist Gott als den, der sich ihr und allen Geringen, Machtlosen und Hungernden zuwendet, um sie aufzurichten, dagegen die Mächtigen, Reichen und Hochmütigen von ihren Thronen stürzt. Das Magnificat ist nur im Evangelium nach Lukas enthalten, das sich am meisten für die Ausgegrenzten interessiert, und propagiert gleich am Anfang die Wichtigkeit dieses Anliegens.
Die lateinische Vulgata-Übersetzung wird in der westlichen Liturgie verwendet und gab dem Magnificat seinen im Westen üblichen Namen.
Magnificat anima mea Dominum,

et exsultavit spiritus meus in Deo salutari meo.
In der deutschen Einheitsübersetzung heißt es:
Meine Seele preist die Größe des Herrn,

und mein Geist jubelt über Gott, meinen Retter.

## μεθ’ ἡμῶν ὁ Θεός
μεθ’ ἡμῶν ὁ Θεός
meth’ hēmōn ho theos
„Gott mit uns“

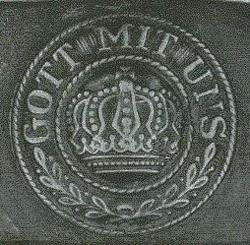
Gott mit uns (Erster Weltkrieg)

Gott mit uns war der Wahlspruch des preußischen Königshauses und der deutschen Kaiser und ein Teil der preußischen militärischen Hoheitszeichen, der auch nach dem Ende der Monarchie in Deutschland von der Reichswehr und Wehrmacht benutzt wurde.
Gott mit uns ist die deutsche Übersetzung von Immanu’el (עמנואל). Der Name Immanuel kommt nur vier Mal in der Bibel vor. Jesus bekommt diesen Namen, als seine Geburt angekündigt wird, sonst wird er aber zu keinem Zeitpunkt Immanuel genannt. Im Evangelium nach Matthäus heißt es:

«ἰδοὺ ἡ παρθένος ἐν γαστρὶ ἕξει καὶ τέξεται υἱόν, καὶ καλέσουσιν τὸ ὄνομα αὐτοῦ Ἐμμανουήλ,
ὅ ἐστιν μεθερμηνευόμενον μεθ’ ἡμῶν ὁ θεός.»

„Siehe: Die Jungfrau wird empfangen und einen Sohn gebären und sie werden ihm den Namen Immanuel geben, das heißt übersetzt: Gott mit uns.“

Beim genauen Hinsehen zeigt sich, dass die griechische Schreibweise Ἐμμανουήλ Emmanouēl ist, siehe auch Emanuel.

## μέλαν ἱμάτιον περιβάλλεσθαι

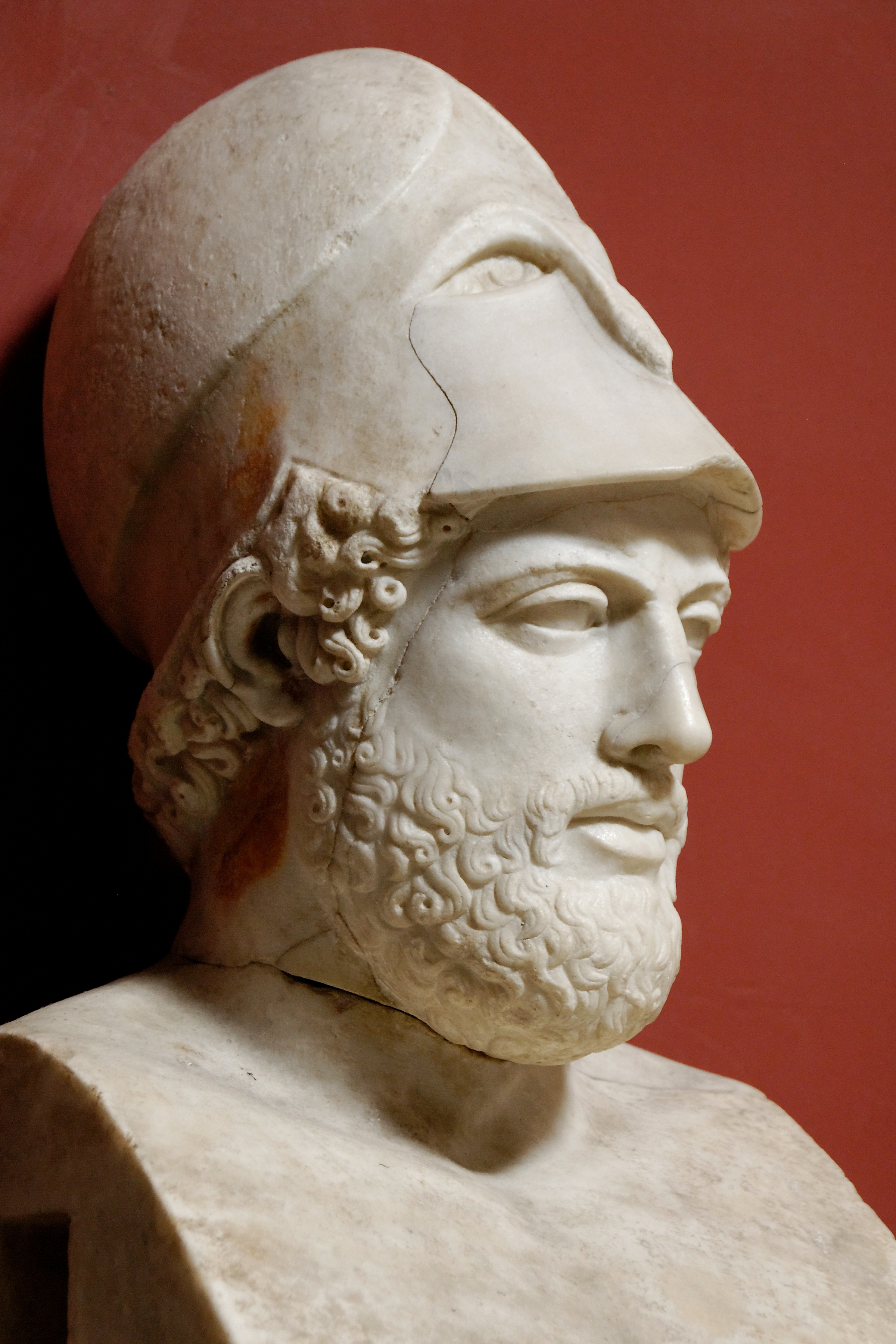
Perikles

μέλαν ἱμάτιον περιβάλλεσθαι
melan himation periballesthai
„ein schwarzes Gewand anlegen“
Im antiken Athen wurde ein schwarzes Gewand bei Todesfällen und anderen traurigen Ereignissen angelegt. Diese Redewendung verwendet der Geschichtsschreiber Plutarch in seinem Bericht über den Tod des athenischen Staatsmannes Perikles.
Als dieser im Sterben lag, versammelten sich seine Freunde um sein Bett und sprachen über seine Leistungen, in der Meinung, Perikles würde dies nicht mehr wahrnehmen. Doch da meldete sich Perikles zu Wort und erinnerte alle daran, dass sie das Wichtigste vergessen hätten:
„‚Denn keiner von den lebenden Athenern‘, so sagte er, ‚hat um meinetwillen ein schwarzes Gewand angelegt.‘“

## Μελέτη τὸ πᾶν.
Μελέτη τὸ πᾶν.
Meletē to pān.
„Bedachtsamkeit vermag alles.“

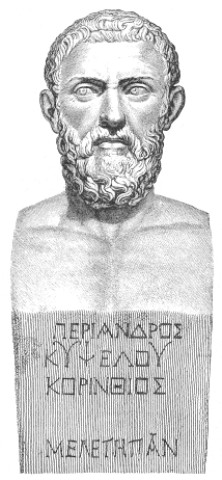
Büste des Periander mit seinem Wahlspruch

Dies war der Wahlspruch des Periander von Korinth, der als Prototyp des Tyrannen galt: hart, aber weitsichtig. Er galt zeitweise auch als einer der Sieben Weisen.
Dieser Spruch wurde im Prolog des Ludus Septem Sapientum (Das Spiel der Sieben Weisen) des römischen Dichters Ausonius von einem Ludius (eine „lustige Person“) zitiert, der die bekannten Sprüche der Sieben Weisen aufzählt:
Lateinisch: „μελέτη τὸ πᾶν, Periandri id est Corinthii, meditationem posse totum qui putat.“
Deutsch: „Und μελέτη τὸ πᾶν <der Spruch> des Periander aus Korinth, der meint, dass Bedachtsamkeit alles vermöge.“
Weitere seiner Aussprüche sind:
- Die Lüste sind vergänglich, die Tugenden unsterblich.
- Schimpfe so, dass du schnell wieder Freund werden kannst.
- Halte dich an alte Gesetze, aber an frische Speisen.

## Μεταβολὴ πάντων γλυκύ.
Μεταβολὴ πάντων γλυκύ.
Metabolē pantōn glyky.
„Änderung von allem ist angenehm.“
Dieses Zitat von Euripides wurde zum beliebten Sprichwort, das auch Aristoteles mehrfach zitiert.
Die sprichwörtliche Wendung beginnt im Lateinischen in der Rhetorik an Herennius eines unbekannten Autors – mit Bezug auf das Heben und Senken der Stimme beim Reden:

“Auditorem varietas maxime delectat.”

„Den Hörer erfreut am meisten die Abwechslung.“

Meist wird dieser Satz mit „Variatio delectat“ zitiert.

## Μετανοεῖτε.
Μετανοεῖτε.
Metanoeite.
„Denkt um!“
Diese Aufforderung Jesu im Evangelium nach Matthäus wird nicht ganz korrekt mit „Tut Buße!“ oder „Kehrt um!“ übersetzt. Sie ist zusammengesetzt aus der Präposition μετά (meta, „um, nach“) und dem Imperativ Präsens Plural zu νοεῖν (noein „denken“). Von Buße ist also nicht die Rede. Im Kontext heißt es, dass sich Jesus, als er hörte, dass Johannes der Täufer gefangen worden war, nach Galiläa zurückzog:

«Ἀπὸ τότε ἤρξατο ὁ Ἰησοῦς κηρύσσειν καὶ λέγειν· μετανοεῖτε· ἤγγικεν γὰρ ἡ βασιλεία τῶν οὐρανῶν.»

„Von der Zeit an fing Jesus an, zu predigen und zu sagen: Tut Buße; (∗) das Himmelreich ist nahe herbeigekommen!“

Mit den Angaben zum ersten öffentlichen Auftreten Jesu grenzt Matthäus die Perikope zu der vorangegangenen Taufe und Versuchung ab. Jesus tritt also erst dann an die Öffentlichkeit, als das Wirken Johannes’ gewaltsam beendet wird. Ob allerdings die Gefangennahme des Täufers nicht nur den Zeitpunkt, sondern auch den Anlass für Jesu Ortswechsel darstellt, wird nicht erklärt. Dass Jesus seine Tätigkeit gerade in Galiläa aufnimmt, ist ungewöhnlich, denn es liegt weit weg von Jerusalem, dem kulturellen und religiösen Zentrum Israels. Außerdem hatten Galiläa und Jesu Heimatort Nazareth keinen guten Ruf. Im Evangelium nach Johannes fragt sich Nathanael:

„Was kann von Nazareth Gutes kommen?“

Der hebräische Begriff שוב schub/schuv, der in der Septuaginta mit μετάνοια (metanoia) übersetzt wird, umfasst eine Umkehr zu Gott. Ins Lateinische wurde metanoia mit poenitentia („Reue“; von poena, „Strafe“) übersetzt. Im Deutschen wurde das Wort Buße verwendet, das die Genugtuung des Sünders gegenüber Gott bezeichnete. Martin Luther betonte damit wieder mehr den „Schrecken und gläubige Reue“.

## Μετάφραση των Εβδομήκοντα
Μετάφραση των Εβδομήκοντα
Metáfrasi ton Evdomíkonda
„Übersetzung der Siebzig“
Neugriechische Bezeichnung für die Septuaginta, die altgriechische Übersetzung der hebräischen heiligen Schriften. Sie ist die älteste durchgehende Bibelübersetzung überhaupt und wurde von jüdischen Schriftgelehrten aus Alexandria im Umfeld des Hellenistischen Judentums angefertigt.
Der lateinische Name Septuaginta (= 70) leitet sich von der Aristeaslegende ab, nach der 72 jüdische Gelehrte die Fünf Bücher Mose in 72 Tagen aus dem Hebräischen ins Griechische übersetzt hätten. Die Zahl 72 wurde auf 70 abgerundet und wird oft in abkürzender Schreibweise als LXX notiert (LXX = 70 als römische Zahl).
Die Legende über die Entstehung geht auf den so genannten Aristeasbrief zurück, der als Entstehungszeit die Regierungszeit Ptolemaios II. (285–246 v. Chr.) angibt. Nachdem der Vorsteher der Bibliothek von Alexandria die jüdische Tora in seine Bibliothek aufnehmen wollte, habe der jüdische Hohepriester Eleazar auf Bitten des Ptolemäerkönigs 72 Gelehrte (je 6 aus den 12 Stämmen Israels) nach Alexandria entsandt. Diese hätten die Übersetzung auf der Insel Pharos innerhalb von 72 Tagen vollendet. Bevor die Übersetzung dem König präsentiert wurde, sei sie der jüdischen Gemeinde vorgestellt und von dieser akzeptiert worden. Philo von Alexandria weitete die Legende dahin aus, dass alle 72 Gelehrten in unabhängiger Arbeit zu einer identischen Übersetzung gekommen seien.

## Μέτρον ἄριστον.
Μέτρον ἄριστον.
Metron ariston.
„Maß (ist) das Beste.“
Der Ausspruch „Maßhalten ist das Beste“ wird Kleobulos zugeschrieben, dem Tyrannen von Lindos auf der Insel Rhodos und einem der Sieben Weisen.
Die lateinische Entsprechung ist „Optimus cunctis modus.“
Nach Platon ist Maßhalten eine der vier Kardinaltugenden:
1. Weisheit (σοφία sophia)
2. Tapferkeit (ανδρεία andreia)
3. Maßhalten bzw. Besonnenheit (σωφροσύνη sōphrosynē)
4. Gerechtigkeit (δικαιοσύνη dikaiosynē)

Platon zählt dann auch noch die Frömmigkeit (ὁσιότης hosiotēs) dazu.

## Μὴ βλάπτειν
Μὴ βλάπτειν
Μē blaptein
„nicht schaden“
Grundsatz, den die hippokratische Tradition ins Zentrum des moralisch geforderten ärztlichen Handelns stellt. Der ganze Satz lautet auf Griechisch:

«Ἀσκει̑ν περὶ τὰ νοσήματα δύο, ὠφελει̑ν ἢ μὴ βλάπτειν.»

„Für die Behandlung der Krankheiten gilt zweierlei: nützen oder doch nicht schaden.“

Ins Lateinische geriet diese Weisheit in der Form primum non nocere („zuerst einmal nicht schaden“) oder nihil nocere („keineswegs schaden“) um das Jahr 50 durch den Arzt Scribonius Largus am Hof des Kaisers Claudius. Dazu schreibt Harro Albrecht in der Wochenzeitschrift Die Zeit:

„Die römische Schadensverhütungsregel ist nachvollziehbar. Ärzte standen schon immer im Ruf, sich mit allerlei giftigen Substanzen auszukennen, also gerieten sie bei mysteriösen oder prominenten Todesfällen in Verdacht – und wurden trotzdem nie dafür belangt. […] Der Ruf als Auftragskiller aber war verheerend. Um das Image der römischen Mediziner aufzupolieren, empfahl Largus seinen Kollegen mit dem ‚Primum nil nocere‘ eine vertrauensbildende Parole.“

## Μὴ γένοιτο.
Μὴ γένοιτο.
Mē genoito.
„Das geschehe nie!“
Diese Wendung wird im Neuen Testament 15-mal verwendet.
Im Brief des Paulus an die Römer heißt es in Kapitel 3:

«1 Τί οὖν τὸ περισσὸν τοῦ Ἰουδαίου ἢ τίς ἡ ὠφέλεια τῆς περιτομῆς; 2 πολὺ κατὰ πάντα τρόπον. πρῶτον μὲν [γὰρ] ὅτι ἐπιστεύθησαν τὰ λόγια τοῦ θεοῦ. 3 τί γάρ; εἰ ἠπίστησάν τινες, μὴ ἡ ἀπιστία αὐτῶν τὴν πίστιν τοῦ θεοῦ καταργήσει; 4 μὴ γένοιτο· γινέσθω δὲ ὁ θεὸς ἀληθής, πᾶς δὲ ἄνθρωπος ψεύστης, καθὼς γέγραπται· ὅπως ἂν δικαιωθῇς ἐν τοῖς λόγοις σου καὶ νικήσεις ἐν τῷ κρίνεσθαί σε. 5 εἰ δὲ ἡ ἀδικία ἡμῶν θεοῦ δικαιοσύνην συνίστησιν, τί ἐροῦμεν; μὴ ἄδικος ὁ θεὸς ὁ ἐπιφέρων τὴν ὀργήν; κατὰ ἄνθρωπον λέγω. 6 μὴ γένοιτο· ἐπεὶ πῶς κρινεῖ ὁ θεὸς τὸν κόσμον;

[…]

28 λογιζόμεθα γὰρ δικαιοῦσθαι πίστει ἄνθρωπον χωρὶς ἔργων νόμου. 29 ἢ Ἰουδαίων ὁ θεὸς μόνον; οὐχὶ καὶ ἐθνῶν; ναὶ καὶ ἐθνῶν, 30 εἴπερ εἷς ὁ θεὸς ὃς δικαιώσει περιτομὴν ἐκ πίστεως καὶ ἀκροβυστίαν διὰ τῆς πίστεως. 31 νόμον οὖν καταργοῦμεν διὰ τῆς πίστεως; μὴ γένοιτο· ἀλλὰ νόμον ἱστάνομεν.»

„1 Was haben denn die Juden für Vorteil, oder was nützt die Beschneidung? 2 Fürwahr sehr viel. Zum ersten: ihnen ist vertraut, was Gott geredet hat. 3 Daß aber etliche nicht daran glauben, was liegt daran? Sollte ihr Unglaube Gottes Glauben aufheben? 4 Das sei ferne! Es bleibe vielmehr also, daß Gott sei wahrhaftig und alle Menschen Lügner; wie geschrieben steht: »Auf daß du gerecht seist in deinen Worten und überwindest, wenn du gerichtet wirst.« 5 Ist’s aber also, daß unsre Ungerechtigkeit Gottes Gerechtigkeit preist, was wollen wir sagen? Ist denn Gott auch ungerecht, daß er darüber zürnt? (Ich rede also auf Menschenweise.) 6 Das sei ferne! Wie könnte sonst Gott die Welt richten?

[…]

28 So halten wir nun dafür, daß der Mensch gerecht werde ohne des Gesetzes Werke, allein durch den Glauben. 29 Oder ist Gott allein der Juden Gott? Ist er nicht auch der Heiden Gott? Ja freilich, auch der Heiden Gott. 30 Sintemal es ist ein einiger Gott, der da gerecht macht die Beschnittenen aus dem Glauben und die Unbeschnittenen durch den Glauben. 31 Wie? Heben wir denn das Gesetz auf durch den Glauben? Das sei ferne! sondern wir richten das Gesetz auf.“

In Kapitel 6 steht:

«1 Τί οὖν ἐροῦμεν; ἐπιμένωμεν τῇ ἁμαρτίᾳ, ἵνα ἡ χάρις πλεονάσῃ; 2 μὴ γένοιτο. οἵτινες ἀπεθάνομεν τῇ ἁμαρτίᾳ, πῶς ἔτι ζήσομεν ἐν αὐτῇ;

[…]

14 ἁμαρτία γὰρ ὑμῶν οὐ κυριεύσει· οὐ γάρ ἐστε ὑπὸ νόμον ἀλλ’ ὑπὸ χάριν. 15 Τί οὖν; ἁμαρτήσωμεν, ὅτι οὐκ ἐσμὲν ὑπὸ νόμον ἀλλ’ ὑπὸ χάριν; μὴ γένοιτο. 16 οὐκ οἴδατε ὅτι ᾧ παριστάνετε ἑαυτοὺς δούλους εἰς ὑπακοήν, δοῦλοί ἐστε ᾧ ὑπακούετε, ἤτοι ἁμαρτίας εἰς θάνατον ἢ ὑπακοῆς εἰς δικαιοσύνην;»

„1 Was wollen wir hierzu sagen? Sollen wir denn in der Sünde beharren, damit die Gnade umso mächtiger werde? 2 Das sei ferne! Wir sind doch der Sünde gestorben. Wie können wir noch in ihr leben?

[…]

14 Denn die Sünde wird nicht herrschen über euch, weil ihr ja nicht unter dem Gesetz seid, sondern unter der Gnade. 15 Wie nun? Sollen wir sündigen, weil wir nicht unter dem Gesetz, sondern unter der Gnade sind? Das sei ferne! 16 Wisst ihr nicht? Wem ihr euch zu Knechten macht, um ihm zu gehorchen, dessen Knechte seid ihr und dem gehorcht ihr – entweder als Knechte der Sünde zum Tode oder als Knechte des Gehorsams zur Gerechtigkeit.“

In Kapitel 7 ist zu lesen:

«7 Τί οὖν ἐροῦμεν; ὁ νόμος ἁμαρτία; μὴ γένοιτο· ἀλλὰ τὴν ἁμαρτίαν οὐκ ἔγνων εἰ μὴ διὰ νόμου· […] 12 ὥστε ὁ μὲν νόμος ἅγιος καὶ ἡ ἐντολὴ ἁγία καὶ δικαία καὶ ἀγαθή. 13 Τὸ οὖν ἀγαθὸν ἐμοὶ ἐγένετο θάνατος; μὴ γένοιτο· ἀλλ’ ἡ ἁμαρτία, ἵνα φανῇ ἁμαρτία, διὰ τοῦ ἀγαθοῦ μοι κατεργαζομένη θάνατον, ἵνα γένηται καθ’ ὑπερβολὴν ἁμαρτωλὸς ἡ ἁμαρτία διὰ τῆς ἐντολῆς.»

„7 Was wollen wir hierzu sagen? Ist das Gesetz Sünde? Das sei ferne! Aber die Sünde erkannte ich nicht außer durchs Gesetz. […] 12 So ist also das Gesetz heilig, und das Gebot ist heilig, gerecht und gut. 13 Ist dann, was doch gut ist, mir zum Tod geworden? Das sei ferne! Sondern die Sünde, auf dass sie als Sünde sichtbar werde, hat mir durch das Gute den Tod gebracht, auf dass die Sünde über alle Maßen sündig werde durchs Gebot.“

Daneben ist die Wortgruppe zu finden in
- Römer 9,14 – 11,1 – 11,11
- Lukas 20,16
- 1. Korinther 6,15
- Galater 2,17 – 3,21 – 6,14.

## Μὴ γνώτω ἡ ἀριστερά σου τί ποιεῖ ἡ δεξιά σου.
Μὴ γνώτω ἡ ἀριστερά σου τί ποιεῖ ἡ δεξιά σου.
Mē gnōtō hē aristera sou ti poiei hē dexia sou.
„Lass deine linke Hand nicht wissen, was die rechte tut!“
Stelle aus dem Evangelium nach Matthäus, wo Jesus vom Almosengeben spricht:

„1 Hütet euch, eure Gerechtigkeit vor den Menschen zu tun, um von ihnen gesehen zu werden; […] 3 Wenn du aber Almosen gibst, so lass deine linke Hand nicht wissen, was die rechte tut, 4 auf dass dein Almosen verborgen bleibe; und dein Vater, der in das Verborgene sieht, wird dir’s vergelten.“

## Μὴ κινεῖν τὰ ἀκίνητα
Μὴ κινεῖν τὰ ἀκίνητα
Μē kinein ta akinēta
„Ruhendes nicht bewegen“
Diese sprichwörtliche Mahnung wird zitiert in den Scholien zu Platon, bei Theognis und bei Sophokles. Die Mahnung begegnet auch in der Variante „Das Unbewegliche nicht bewegen“ bei Platon.
Dieser alte Spruch wurde in seiner lateinischen Form „quieta non movere“ (übertragen: „keine schlafenden Hunde wecken“) vom deutschen Reichskanzler Otto von Bismarck im April 1891 in Friedrichsruh in einem Schreiben an den Vorstand der Konservativen Partei, deren Abgeordneter er war, zitiert:

„Es gibt ein altes gutes politisches Sprichwort: Quieta non movere, das heißt, was ruhig liegt, nicht stören, und das ist echt conservativ: eine Gesetzgebung nicht mitmachen, die beunruhigt, wo das Bedürfniß einer Aenderung nicht vorliegt. Auch in ministeriellen Kreisen gibt es Leute, die einseitig das Bedürfniß haben, die Menschheit mit ihren Elaboraten glücklich zu machen. Eine Regirung, welche unnöthige Neuerungen vertritt, wird anticonservativ, indem sie gesetzliche Zustände, die sich als brauchbar bewährt haben, ändert ohne Anregung durch die Betheiligten.“

In diversen Quellen wird Sallust als Urheber der lateinischen Übersetzung genannt, doch findet sich bei ihm – in De coniuratione Catilinae, 21,1 – nur die nicht negierte Form „quieta movere“.

## Μὴ κρίνετε, ἵνα μὴ κριθῆτε·
Μὴ κρίνετε, ἵνα μὴ κριθῆτε·
Mē krinete hina mē krithēte.
„Richtet nicht, damit ihr nicht gerichtet werdet!“
Im Evangelium nach Matthäus ermahnt Jesus in der Bergpredigt, den Nächsten nicht ungerecht zu beurteilen. Weiter führt er aus:
„Denn nach welchem Recht ihr richtet, werdet ihr gerichtet werden; und mit welchem Maß ihr messt, wird euch zugemessen werden.“
Das unrechte Richten geschieht
- aus Heuchlerei[50]
- aus Unbarmherzigkeit[51]
- nach dem Schein[52]
- in Anmaßung[53]
- als Ausdruck mangelnder Liebe[54]
- aus falschen Motiven[55]

Siehe auch: Ὁ ἀναμάρτητος ὑμῶν πρῶτος ἐπ’ αὐτὴν βαλέτω λίθον. („Wer von euch ohne Sünde ist, werfe den ersten Stein auf sie.“)

## Μή μου ἅπτου.

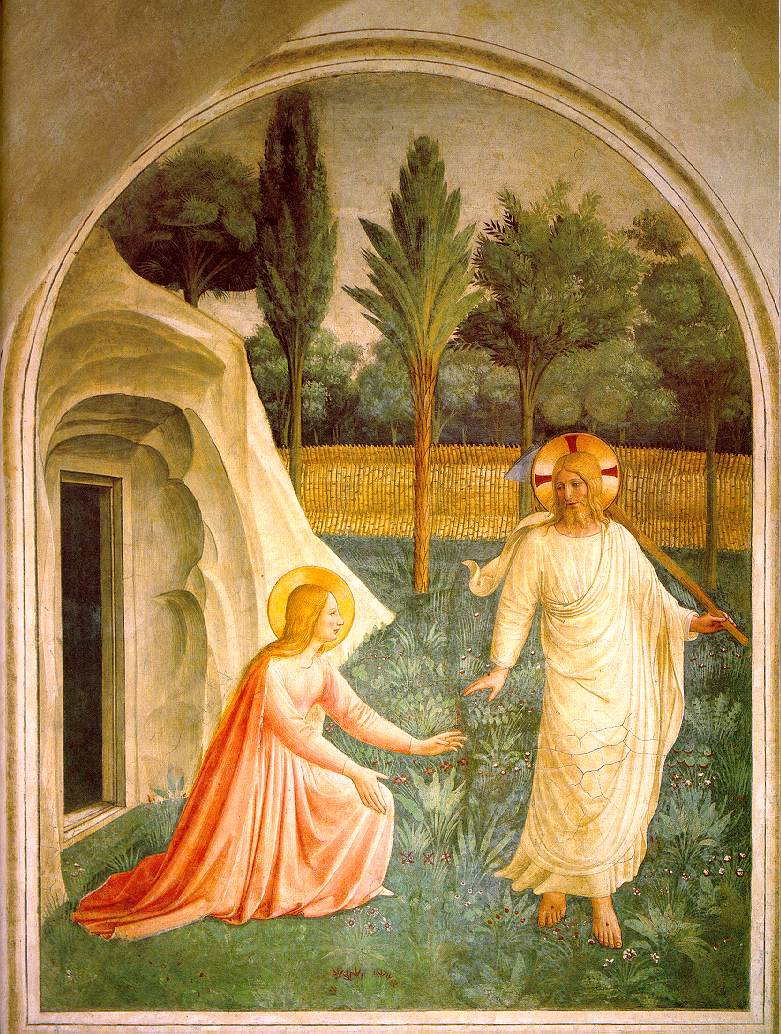
Jesus zu Maria Magdalena am Ostermorgen:
„Μή μου ἅπτου.“ „Noli me tangere“.
(von Fra Angelico)

Μή μου ἅπτου.
Mē mou haptou.
„Rühr mich nicht an!“
Die Wendung noli me tangere ist der ins Lateinische übersetzte Ausspruch Jesu gegenüber der suchenden Maria Magdalena nach seiner Auferstehung am Ostermorgen im Evangelium nach Johannes (20,17):

„13 […] λέγει αὐτοῖς ὅτι ἦραν τὸν κύριόν μου, καὶ οὐκ οἶδα ποῦ ἔθηκαν αὐτόν. 14 Ταῦτα εἰποῦσα ἐστράφη εἰς τὰ ὀπίσω καὶ θεωρεῖ τὸν Ἰησοῦν ἑστῶτα καὶ οὐκ ᾔδει ὅτι Ἰησοῦς ἐστιν. 15 λέγει αὐτῇ Ἰησοῦς· γύναι, τί κλαίεις; τίνα ζητεῖς; ἐκείνη δοκοῦσα ὅτι ὁ κηπουρός ἐστιν λέγει αὐτῷ· κύριε, εἰ σὺ ἐβάστασας αὐτόν, εἰπέ μοι ποῦ ἔθηκας αὐτόν, κἀγὼ αὐτὸν ἀρῶ. 16 λέγει αὐτῇ Ἰησοῦς· Μαριάμ. στραφεῖσα ἐκείνη λέγει αὐτῷ Ἑβραϊστί· ραββουνι, ὃ λέγεται διδάσκαλε. 17 λέγει αὐτῇ Ἰησοῦς· μή μου ἅπτου, οὔπω γὰρ ἀναβέβηκα πρὸς τὸν πατέρα· πορεύου δὲ πρὸς τοὺς ἀδελφούς μου καὶ εἰπὲ αὐτοῖς· ἀναβαίνω πρὸς τὸν πατέρα μου καὶ πατέρα ὑμῶν καὶ θεόν μου καὶ θεὸν ὑμῶν.“

„13 […] Sie spricht zu ihnen: Sie haben meinen Herrn weggenommen, und ich weiß nicht, wo sie ihn hingelegt haben. 14 Und als sie das sagte, wandte sie sich um und sieht Jesus stehen und weiß nicht, dass es Jesus ist. 15 Spricht Jesus zu ihr: Frau, was weinst du? Wen suchst du? Sie meint, es sei der Gärtner, und spricht zu ihm: Herr, hast du ihn weggetragen, so sage mir: Wo hast du ihn hingelegt? Dann will ich ihn holen. 16 Spricht Jesus zu ihr: Maria! Da wandte sie sich um und spricht zu ihm auf Hebräisch: Rabbuni!, das heißt: Meister! 17 Spricht Jesus zu ihr: Rühre mich nicht an! Denn ich bin noch nicht aufgefahren zum Vater. Geh aber hin zu meinen Brüdern und sage ihnen: Ich fahre auf zu meinem Vater und eurem Vater, zu meinem Gott und eurem Gott.“

Jesus sagt nur den Namen, und zwar in der aramäischen Form „Mariám“ (griechisch Μαριάμ). Als sie ihn nun erkennt, antwortet sie mit der aramäischen Anrede „Rabbuní“, und der Evangelist Johannes übersetzt das ins Griechische: ῥαββουνί, ὃ λέγεται, διδάσκαλε – „Rabbuní, das heißt Meister“.
In der Neuen Zürcher Zeitung schreibt Hans-Martin Gauger dazu:

«Danach war da wohl eine auf Jesus zustürzende Bewegung Magdalenas. Denn nun kommt das seltsame ‹Rühr mich nicht an!›. Oder, so kann man es auch übersetzen (und so überträgt es die hier zitierte ‹Einheitsübersetzung›): ‹Halte mich nicht fest!› Die Begründung, die Jesus gibt, ist rätselhaft: ‹Denn ich bin noch nicht zum Vater hinaufgegangen.›»

Von dieser Bibelstelle abgeleitet ist der volkstümliche Name „Rühr-mich-nicht-an“ für das Große Springkraut, dessen auffälliges Merkmal es ist, dass die Fruchtkapseln unter so starkem Druck stehen, dass sie bei Berührung aufplatzen und die enthaltenen Samen herausgeschleudert werden.

## Μή μου παρέλθῃς τοῦπίγραμμ’, ὁδοιπόρε.

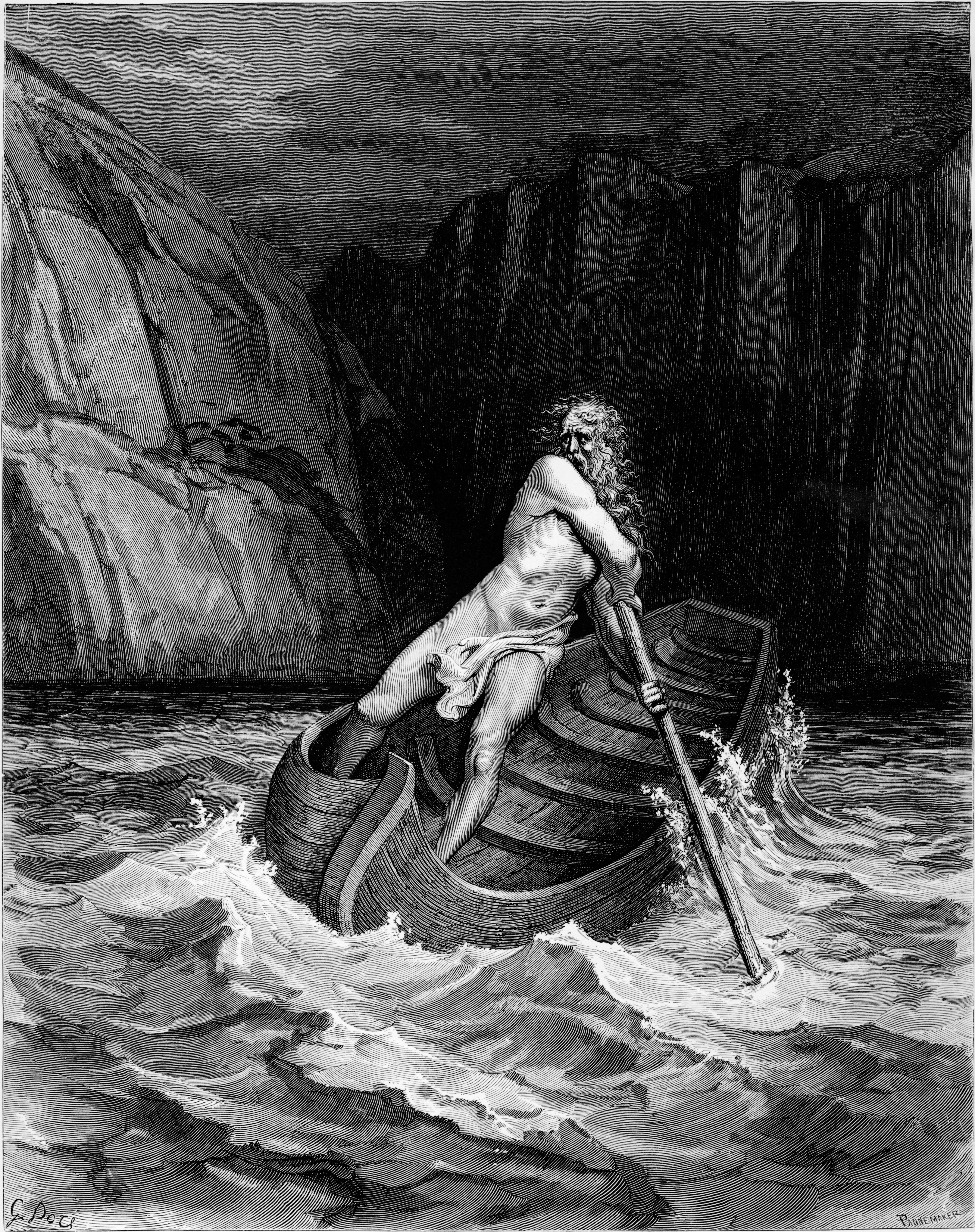
Gustave Doré: Charon

Μή μου παρέλθῃς τοῦπίγραμμ’, ὁδοιπόρε.
Mē mou parelthēs toupigramm’, hodoipore.
„Geh nicht an meiner Grabinschrift vorbei, Wanderer!“
Epitaph eines ungläubigen Epikureers, auf dessen Grabstein weiter steht:
Geh nicht an meiner Grabinschrift vorbei, Wanderer,

sondern bleib stehen und höre, und belehrt wirst du fortgehen.

Es gibt im Hades kein Schiff, keinen Fährmann Charon.

Keinen Schlüsselhalter Aiakos, keinen Kerberos.

Wir alle die Toten unten,

Knochen und Asche sind wir, sonst nichts.

Ich habe gesprochen. Geradewegs hebe dich nun hinweg, Wanderer,

Damit ich nicht noch tot als Schwätzer dir erscheine.
Nach der griechischen Mythologie fährt der Fährmann Charon die Seelen der Toten über den Totenfluss Acheron in den Hades. Der Zeus-Sohn Aiakos wurde wegen seiner Gerechtigkeit nach dem Tod zu einem der Richter in der Unterwelt berufen, während der Höllenhund Kerberos den Eingang zur Unterwelt bewacht.

## Μή μου τοὺς κύκλους τάραττε.

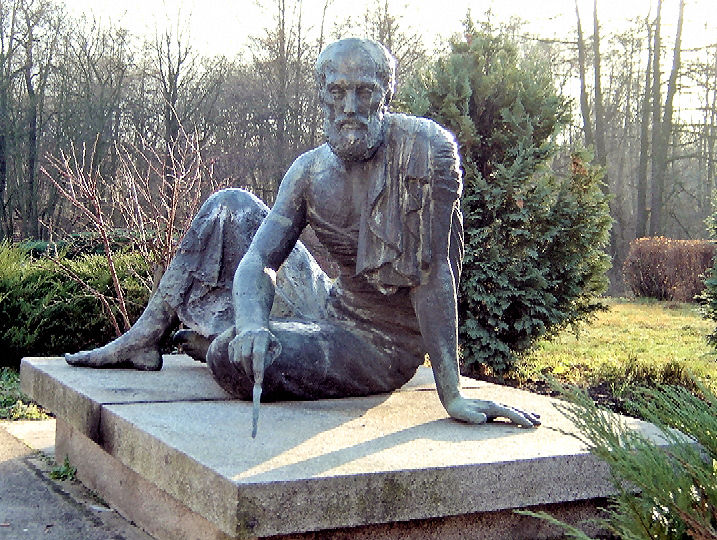
Archimedes beim Zeichnen von Kreisen im Sand

Μή μου τοὺς κύκλους τάραττε.
Mē mou tous kyklous taratte.
„Störe meine Kreise nicht!“
Nach römischer Überlieferung die letzten Worte des Archimedes gegenüber einem römischen Soldaten, der bei der Eroberung von Syrakus während des Zweiten Punischen Kriegs im Garten über seine geometrischen Figuren trampelte, die er in den Sand gezeichnet hatte. Die Römer hatten von ihrem Feldherrn Marcellus den Auftrag, Archimedes festzunehmen, ihm aber nichts anzutun. Archimedes war jedoch so sehr in seine Aufgabe versunken, dass er barsch mit diesem Satz reagierte. Dies brachte angeblich einen der Soldaten so in Zorn, dass er den alten Mann erschlug.
Auch heute noch, wird dieser Ausspruch gelegentlich noch zitiert, wenn jemand sagen will, dass er nicht gestört werden möchte.
Nach Valerius Maximus, Denkwürdige Taten und Worte soll das letzte Wort des Archimedes gegenüber dem römischen Legionär so gelautet haben:

“[…] protecto manibus pulvere: ‘Noli’, inquit, ‘obsecro, istum disturbare’”

„[…] während er seine Hände schützend über den Sand hielt, rief er: ‚Ich beschwöre dich: Verwische den (Sand) da nicht!‘“

Zitiert werden diese letzten Worte des Archimedes meist in der lateinischen Form „Noli turbare circulos meos.“. Sie stellen Archimedes als weltfremden Gelehrten dar, den selbst der Kriegslärm nicht von seinem geometrischen Problem ablenken konnte, was jedoch vermutlich nicht stimmt, denn Archimedes hat auch Kriegsmaschinen konstruiert. Diese letzten Worte sind wahrscheinlich erfunden, denn Plutarch zitiert diesen Ausruf in seiner Biografie des Marcellus nicht.

## Μηδὲ δίκην δικάσῃς, πρὶν ἄμφω μῦθον ἀκούσῃς.
Μηδὲ δίκην δικάσῃς, πρὶν ἄμφω μῦθον ἀκούσῃς.
Mēde dikēn dikasēs, prin ampho mython akousēs.
„Sprich kein Urteil, bevor du nicht beider Parteien Reden gehört hast!“
Die geläufige lateinische Fassung dieser Rechtsformel „Audiatur et altera pars“ scheint nicht antiken Ursprungs zu sein. Am nächsten kommen ihr Seneca der Ältere:

“Qui statuit aliquid parte inaudita altera, haud aequus fuit.”

„Wer einen Beschluss gefasst hat, ohne die andere Partei zu hören, ist nicht gerecht gewesen.“

Der daraus abgeleitete Rechtsgrundsatz steht für den Anspruch auf rechtliches Gehör, der in allen modernen Rechtsordnungen ein zentrales Verfahrensgrundrecht ist. Er bedeutet, dass der Richter alle am Prozess beteiligten Personen zu hören hat, bevor er sein Urteil fällt.

## Μηδὲν ἄγαν.
Μηδὲν ἄγαν.
Mēden agān.
„Nichts im Übermaß!“
Dies ist eine der drei apollinischen Weisheiten von Delphi, neben Εἶ. („du bist“) und Γνῶθι σεαυτόν („Erkenne dich selbst!“). Sie wird von einigen Historikern dem athenischen Staatsmann Solon, von anderen dem Verfassungsreformer Chilon von Sparta zugeschrieben. Beide werden den Sieben Weisen zugerechnet.
Die lateinische Fassung „Ne quid nimis“ stammt vom römischen Komödiendichter Publius Terentius Afer:
Gaudebam. [Sosia] Non iniuria; nam id arbitror

adprime in vita esse utile, ut nequid nimis.
Das freute mich. [Sosia] Und mir scheint mit Recht: denn im Leben ist,

scheint mir, nichts nützlicher als: nie etwas zu viel!
(Sosia ist eine der Hauptfiguren der Komödie Andria.)

## μῆλον τῆς Ἔριδος
μῆλον τῆς Ἔριδος
mēlon tēs Eridos
„Apfel der Eris“ – Zankapfel

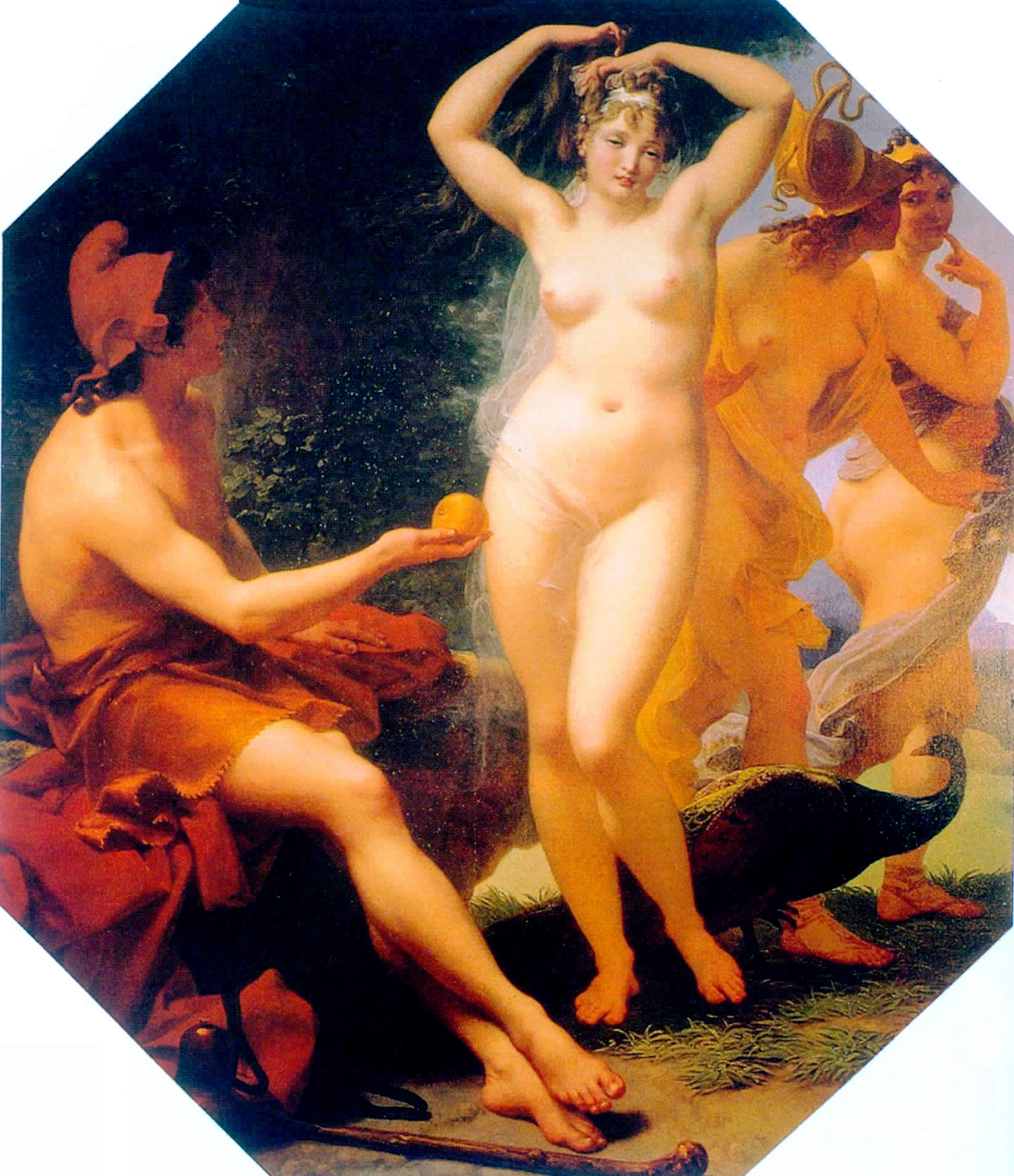
Jean Regnault: Das Urteil des Paris

Der Zankapfel ist der Sage nach der goldene Apfel der Zwietracht. Bei der Hochzeit des Peleus und der Thetis (die späteren Eltern des Achilleus) soll die Göttin Eris einen goldenen Apfel mit der Aufschrift „Für die Schönste“ (καλλίστῃ, kallistē) zwischen die Göttinnen geworfen haben, und zwar aus Ärger darüber, dass sie nicht eingeladen war. Zeus weigerte sich, den sogleich entstandenen Streit zwischen Hera, Pallas Athene und Aphrodite zu schlichten, wem denn nun der Apfel gebühre. Auf seine Anweisung musste Paris dies entscheiden. Das Urteil des Paris löste wiederum den Trojanischen Krieg aus.
Der Begriff lässt sich zuerst nachweisen bei dem spätantiken Schriftsteller Junianus Justinus, der von einem malum Discordiae spricht, dem „Apfel der Zwietracht“; Discordia ist die lateinische Entsprechung der Eris.

## Μῆνιν ἄειδε, θεά, Πηληιάδεω Ἀχιλῆος

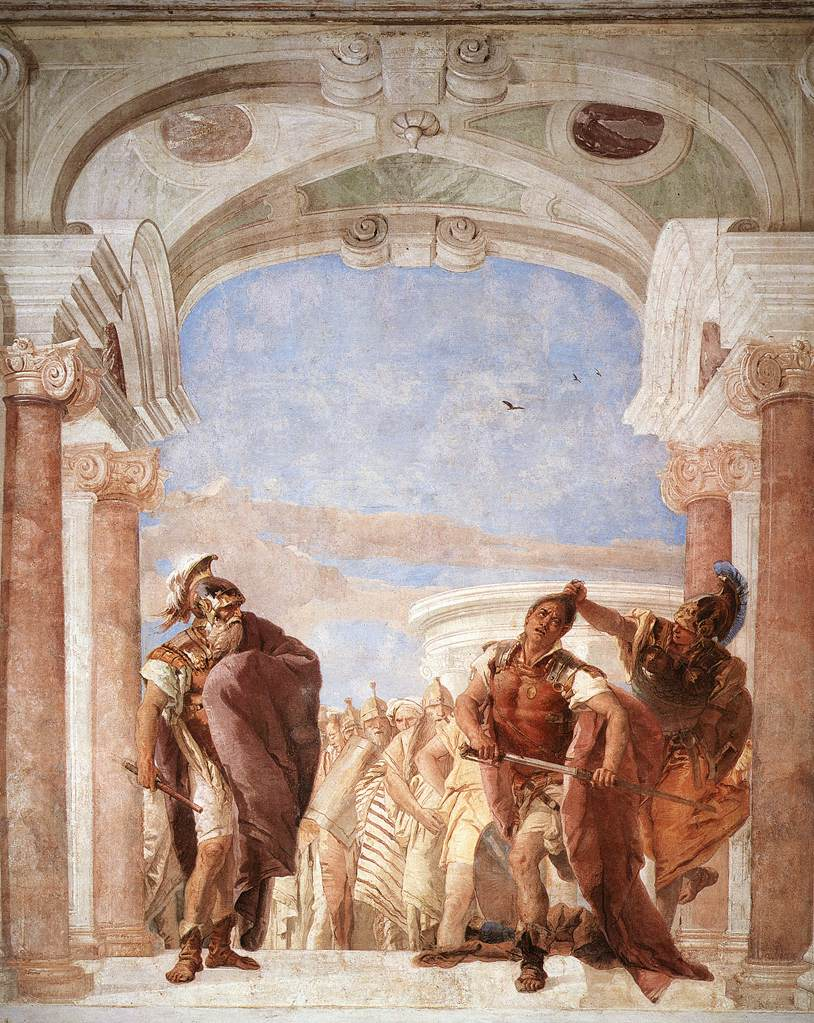
Giovanni Battista Tiepolo: “Der Zorn des Achilleus”

Μῆνιν ἄειδε, θεά, Πηληιάδεω Ἀχιλῆος
Schreibvariante: Μῆνιν ἄειδε θεὰ Πηληιάδεω Ἀχιλῆος
Mẹ̄nin aeịde, theạ, Pēlẹ̄iadeọ̄ Achilẹ̄os
„Singe den Zorn, o Göttin, des Peleiaden Achilleus“
Beginn des Proömiums und damit Anfang der Ilias, der vom Zorn des Achilleus spricht, des stärksten Helden der Griechen vor Troja, der mit Agamemnon über die Sklavin Briseis in Streit gerät und aus Verärgerung nicht mehr am Kampf teilnimmt. Die Trojaner unter ihrem Vorkämpfer Hektor nutzen diese Gelegenheit und bedrängen die Griechen schwer. Der Tod Hektors besiegelt das Schicksal Trojas; das Epos aber endet thematisch mit dem Ende des Grimms und dem einsetzenden Mitleid des Achilleus, der Hektors Vater Priamos den Leichnam seines Sohnes zur Bestattung zurückgibt.
Griechischer Originaltext:
Μῆνιν ἄειδε, θεά, Πηληιάδεω Ἀχιλῆος

οὐλομένην, ἣ μυρί’ Ἀχαιοῖς ἄλγε’ ἔθηκεν.
Übersetzung:
Singe den Zorn, o Göttin, des Peleussohnes Achilleus,

den verderblichen, der den Achaiern tausendfachen Jammer erregte.
Achilleus ist ein Sohn des Peleus (daher der Beiname Peleiade). Die Achaier waren ein griechischer Stamm in der Landschaft Achaia im Nordwesten der Peloponnes. In Homers Epen steht die Bezeichnung neben Danaer und Argeier für die Griechen insgesamt.
Achilleus vollbrachte vor Troja zahlreiche Heldentaten, zog sich aber nach einem Streit um die schöne Sklavin Briseis vom Kampf zurück. Dies war der „Zorn des Achilleus“. Der Heerführer Agamemnon nahm Achilleus die Briseis weg, als er seine eigene Sklavin, Chryseis, wegen eines Orakels und zur Abwendung weiterer Pfeile des Apollo ihrem Vater zurückgeben musste.
Achilleus griff erst wieder ein, um seinen Cousin Patroklos zu rächen; dabei tötete er dessen Besieger Prinz Hektor und wurde erst durch einen Besuch von dessen Vater Priamos zum Mitleid bewogen, den Leichnam für eine ehrenvolle Bestattung zurückzugeben.

## Μία χελιδὼν ἔαρ οὐ ποιεῖ.

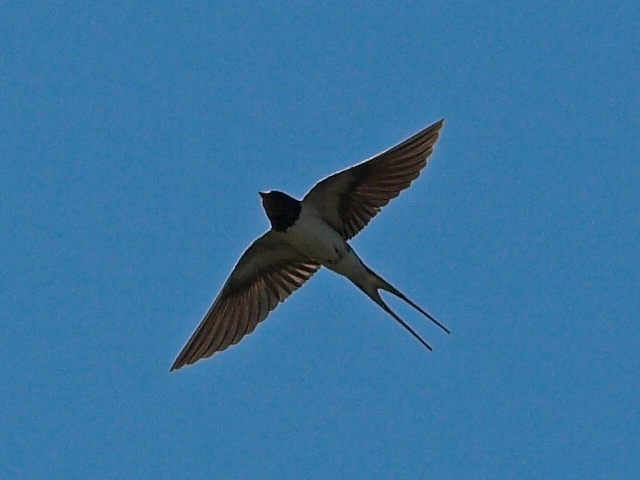
Einzelne Schwalbe

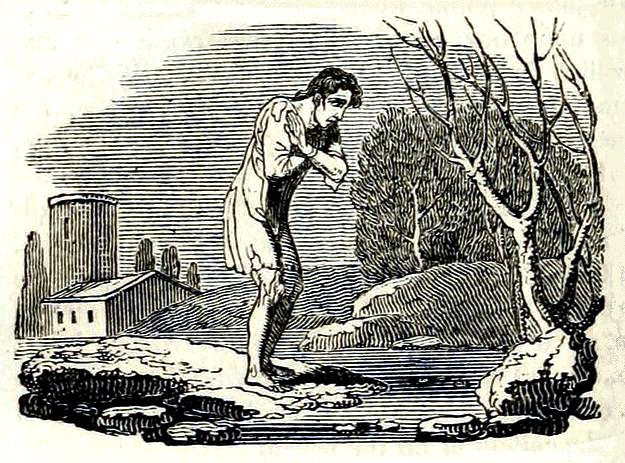
Holzschnitt aus Samuel Croxalls The Fables of Aesop, 1814

Μία χελιδὼν ἔαρ οὐ ποιεῖ.
Mia chelidōn ear ou poiei.
„Eine Schwalbe macht keinen Frühling.“
Diese Wendung stammt aus Äsops Fabel Der verschwenderische Jüngling und die Schwalbe (Νέος ἄσωτος καὶ χελιδών). Dort verkauft ein verschwenderischer junger Mann sogar seinen Mantel, als er die erste Schwalbe im Frühjahr heimkehren sah. Als es aber dann noch einmal so kalt wurde, dass die Schwalbe erfror und er auch bald zu erfrieren drohte, schimpfte er über die Schwalbe:

«Ὦ αὕτη, σὺ κἀμὲ καὶ σὲ ἀπώλεσας.»

„O hautē, sy kāme kai se apōlesas.“

„O du dort! Du hast uns beide umgebracht!“

Dieser Satz wird auch von Aristoteles in seiner Nikomachischen Ethik zitiert:

«Μία γὰρ χελιδὼν ἔαρ οὐ ποιεῖ, οὐδὲ μία ἡμέρα· οὕτω δὲ οὐδὲ μακάριον καὶ εὐδαίμονα μία ἡμέρα οὐδ’ ὀλίγος χρόνος·»

„Denn eine Schwalbe macht noch keinen Frühling und auch nicht ein einziger Tag; ebenso macht auch ein einziger Tag oder eine kurze Zeit niemanden gesegnet oder glücklich.“

Im Deutschen wurde daraus die Redewendung „Eine Schwalbe macht noch keinen Sommer“, und ähnliche Wendungen sind auch in das Sprachgut anderer europäischer Völker eingegangen:
- Lateinisch: “Una hirundo non facit ver.” (ver: „Frühling“)
- Französisch: « Une hirondelle ne fait pas le printemps. » (printemps: „Frühling“)
- Englisch: “Swallow does not make a summer.”
- Neugriechisch:[64]
  - «Ένα χελιδόνι δεν φέρνει την άνοιξη.» („Eine Schwalbe bringt nicht den Frühling.“)
  - «Ένας κούκος δεν φέρνει την άνοιξη.» („Ein Kuckuck bringt nicht den Frühling.“ Dies ist die am häufigsten gebrauchte Variante.)
  - «Μ’ ένα χελιδόνι, καλοκαίρι δεν κάνει, ούτε μια μέλισσα μέλι.» („Eine Schwalbe macht keinen Sommer, und eine Biene macht keinen Honig.“)

## μίαν, ἁγίαν, καθολικὴν καὶ ἀποστολικὴν Ἐκκλησίαν

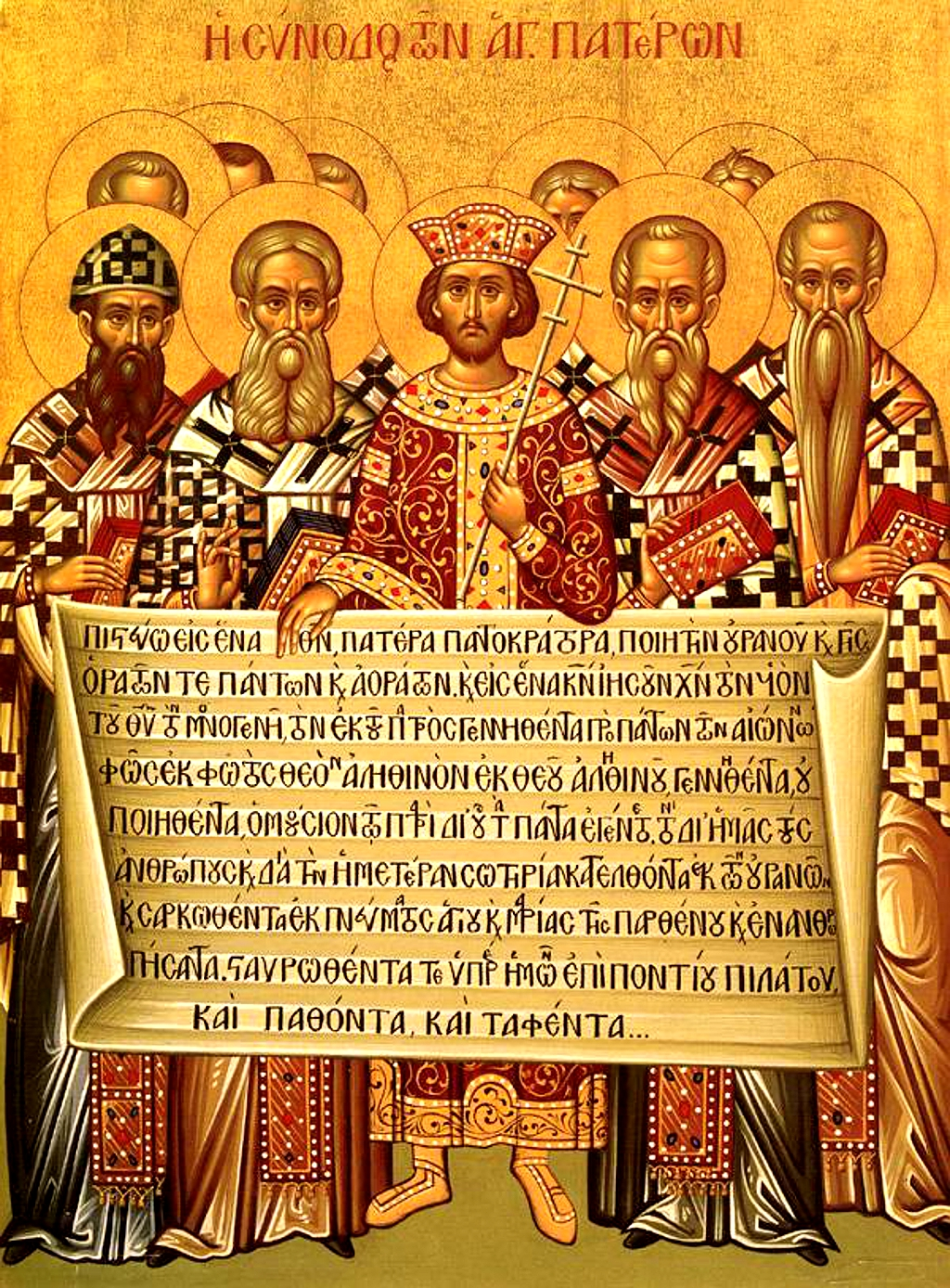
Erstes Konzil von Nicäa (325): Kaiser Konstantin entrollt den Text des Nicäno-Konstantinopolitanums, wie es auf dem ersten Konzil von Konstantinopel (381) umformuliert wurde, mit Ausnahme des ersten Wortes: Änderung von πιστεύομεν zu πιστεύω, wie in der Liturgie.

μίαν, ἁγίαν, καθολικὴν καὶ ἀποστολικὴν Ἐκκλησίαν
mian, hagian, katholikēn kai apostolikēn Ekklesian
„der einen, heiligen, katholischen und apostolischen Kirche“
Das Glaubensbekenntnis von Nicäa und Konstantinopel nennt so die vier klassischen Wesensmerkmale (Notae ecclesiae) der christlichen Kirche:

„Wir glauben an den Heiligen Geist, der Herr ist und lebendig macht, der aus dem Vater und dem Sohn hervorgeht, der mit dem Vater und dem Sohn angebetet und verherrlicht wird, der gesprochen hat durch die Propheten, und die eine, heilige, katholische und apostolische Kirche.“

1. Einheit: Die römisch-katholische Kirche, sowohl des lateinischen wie der östlichen Riten, beansprucht für sich, die eine, heilige, apostolische und katholische Kirche zu sein. Dasselbe beanspruchen die 16 autokephalen orthodoxen Kirchen.
2. Heiligkeit: Es besagt, dass die Kirche Gottes Zeichen in der Welt ist. Allen Konfessionen gemeinsam ist dabei das Problem, wie die Mängel und Verfehlungen von Christen mit der geglaubten Heiligkeit vereinbar sind.
3. Universalität: Etymologisch leitet sich das Wort katholisch vom Adjektiv καθολικός katholikós ab. Die beste Umschreibung lautet daher „Ganzheit“. Die protestantischen Kirchen und Freikirchen verstehen katholisch im Sinne einer universellen Kirche.
4. Apostolizität: Die römisch-katholische Kirche und die orthodoxen Kirchen sowie einige anglikanische Kirchen haben kirchliche Tradition basierend auf der apostolischen Sukzession im Blick, die Kirche im Vollsinn nur dort zulässt, wo durch bischöfliche Weihe eine ununterbrochene Kontinuität vorhanden ist.

## Μίδας ὄνου ὦτα.
Μίδας ὄνου ὦτα.
Midas onou ota.
„Midas (hat) Eselsohren.“

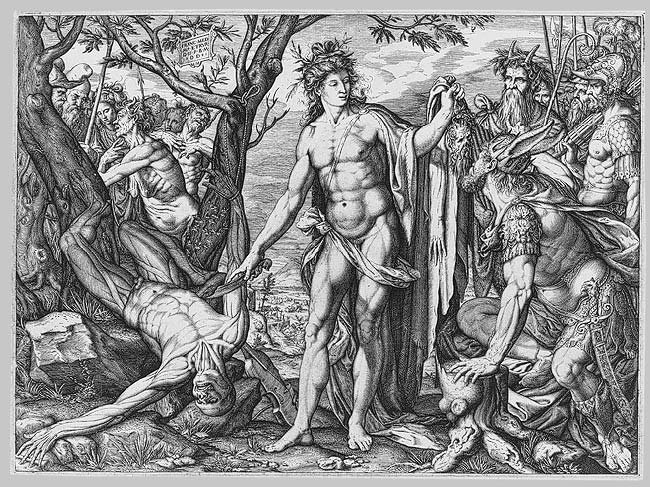
Melchior Meier: Apollon, Marsias, Midas und Pan

König Midas erkannte bei einem Wettstreit zwischen dem hässlichen Pan und dem wohlgestalteten Apollon, den Vertretern der Syrinx und der Kithara, dem Pan den Preis zu, wofür ihm Apoll die Ohren zu zwei Eselsohren lang zog. Midas verbarg diese Schmach unter einer Phrygischen Mütze. Nur sein Barbier entdeckte sie. Der wagte zwar nicht, das Geheimnis einem Menschen zu verraten, konnte aber dem Drang, es weiterzusagen, nicht widerstehen, grub am Flussufer ein Loch und rief dreimal hinein:
„König Midas hat Eselsohren!“
Dann warf er es wieder zu. Doch das Schilfrohr hatte mitgehört und flüsterte es anderen Binsen weiter, wenn der Wind rauschte, so dass am Ende alle Welt es wusste.
Johann Sebastian Bach komponierte nach diesem Motiv seine Kantate Geschwinde, ihr wirbelnden Winde. Im Autograph trägt sie den Titel Der Streit zwischen Phoebus und Pan. Bach bietet für die Probearie des Phoebus Mit Verlangen drück ich deine zarten Wangen seine ganze Kunst auf und beweist, dass ein vollendetes kontrapunktisches Geflecht (Solist, Streicher, Flöte, Oboe, Basso continuo – keine „Leier“) durchaus tiefstes Gefühl ausdrücken kann. Aber auch an den „populären“ Ton des Pan (Zu Tanze, zu Sprunge, so wackelt das Herz – mit Streichern, ohne Flöte!) wendet er außer Humor höchste Kunst und Sorgfalt – und als Midas sein Urteil abgibt: „Pan ist Meister“, stimmen die Violinen ein unverkennbares Eselsgeschrei an. In der Tadelarie des Mercurius (Aufgeblasne Hitze) ist die Schellenmütze vokal und instrumental abgebildet. Und vor dem mitreißenden Schlusshymnus des Chores auf die (wahre) Musik ist die Harmoniewendung des Rezitativs zu Bachs Selbstermutigung (Ergreife, Phoebus, nun die Leier wieder …).

## Μικρασιατική καταστροφή
Mikrasiatiki katastrophi
„Kleinasiatische Katastrophe“

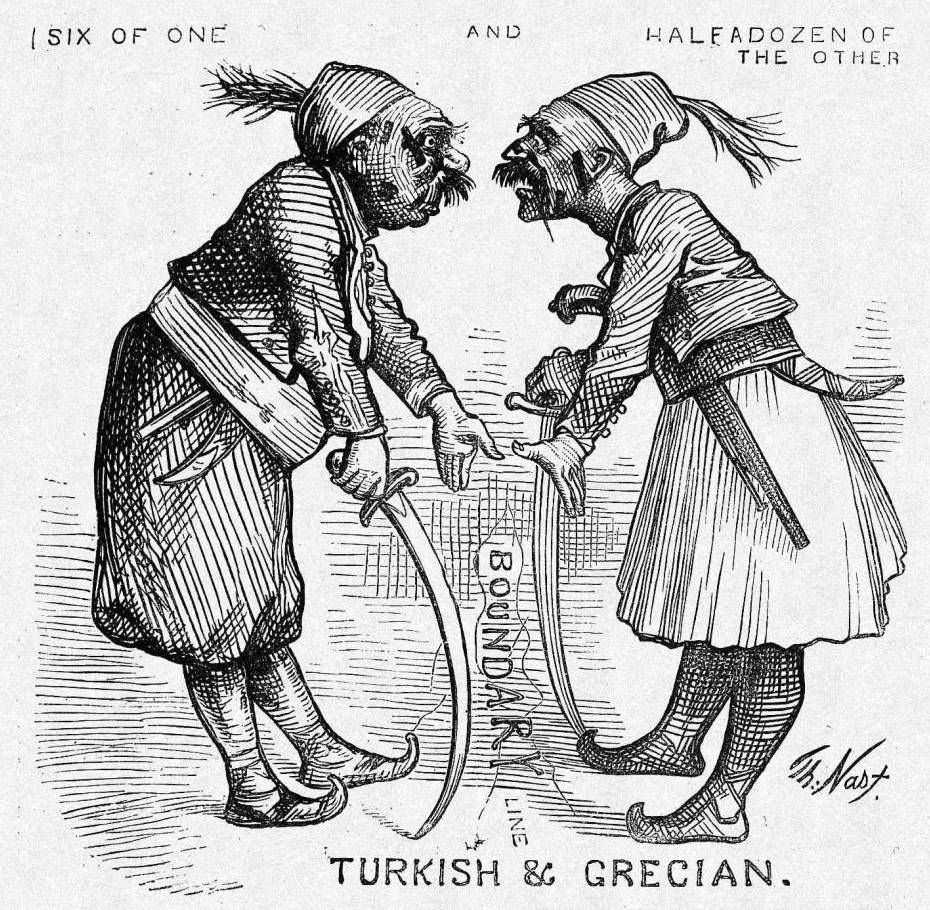
Türke und Grieche im Streit – Karikatur aus Harper’s Weekly von 1881

Griechische Bezeichnung für den Bevölkerungsaustausch zwischen Griechenland und der Türkei im Jahr 1923.
Nach dem Vertrag von Lausanne wurden die in Kleinasien ansässigen türkischen Staatsangehörigen griechisch-orthodoxen Glaubens (etwa 1,25 Millionen) nach Griechenland ausgewiesen, die im griechischen Teil Makedoniens beheimateten griechischen Staatsangehörigen muslimischen Glaubens (ca. 0,5 Millionen) mussten in die Türkei auswandern. Ziel der Maßnahme des Bevölkerungsaustausches war es, die durch nationale Minderheiten ausgelösten Spannungen zu vermindern.
Werner van Gent und Paul L. Walser schreiben in ihrem Griechenlandbuch Zimt in der Suppe:

„Gegen eineinhalb Millionen Griechen mussten Kleinasien, das seit der frühen Antike Siedlungs- und Kulturgebiet der Hellenen gewesen war, definitiv verlassen und Zuflucht in einem armen kleinen Land namens Elláda suchen, das den meisten von ihnen unbekannt und vor allem gänzlich unvertraut war. Im Gegenzug mussten rund 400.000 Türken aus Griechenland in die neue Türkei emigrieren. Griechenland, das vor der Flüchtlingslawine etwa fünf Millionen Einwohner zählte, war kaum in der Lage, die neuen Einwohner zu integrieren. Heimisch wurden die neuen Griechen aus den alten Ländern lange nicht. Was von Experten des internationalen Rechtes als erster friedlicher Volksaustausch bezeichnet wurde, war in Wirklichkeit eine brutale ethnische Säuberung.“

Der britische Außenminister George Curzon bezeichnete diesen Vertrag als eine durch und durch schlechte und böse Lösung, „für welche die Welt während der nächsten hundert Jahren noch eine schwere Buße werde entrichten müssen.“
Die so genannte Kleinasiatische Katastrophe ist ein unbewältigtes Trauma der neueren griechischen Geschichte. Welche absurden Formen diese Übereinkunft annehmen, beschreibt Ekkehard Kraft in der Neuen Zürcher Zeitung vom 6. Oktober 2001:

«Vor etlichen Jahren machte der Schreibende auf zwei Reisen zwei ähnliche Beobachtungen. In dem Dorf Krinides nahe dem antiken Philippi im Norden Griechenlands war er von einer Bauernfamilie zum Kaffee eingeladen worden; der Grossvater, sein Enkelkind auf dem Schoss, sprach mit diesem auf Türkisch. Einige Jahre später war beim Geldwechseln auf einer Bank in Ayvalik an der türkischen Westküste zu hören, wie sich eine junge Bankangestellte mit einem Mädchen in griechischer Sprache unterhielt. In beiden Fällen handelte es sich um Menschen, die aus ihrer ursprünglichen Heimat vertrieben worden waren, bzw. deren Nachkommen. Der ältere Herr in Krinides war zu Beginn des Jahrhunderts mitten in Anatolien geboren worden, seine Muttersprache war Türkisch, aber als orthodoxer Christ galt er als Grieche und musste als solcher nach 1922 seine Heimat verlassen. Die griechischsprachige Familie der Bankangestellten in Ayvalik stammte aus Kreta; als Muslime mussten sie ebenfalls ihre Heimat verlassen. In ihrer neuen Heimat sprechen sie nun weiterhin die Sprache jener, an deren Stelle man sie angesiedelt hatte.»

Darauf folgend schrieb er über das Ausmaß der tiefgreifenden Umwälzungen:

«Die demographische Karte Südosteuropas und der heutigen Türkei unterschied sich noch zu Beginn des 20. Jahrhunderts grundlegend von der heutigen. Im Osmanischen Reich lebten mehr Griechen als im unabhängigen Königreich Griechenland, fast 1,8 Millionen davon in Kleinasien. Smyrna wetteiferte mit Athen und Konstantinopel um den Rang der ersten unter den griechischen Metropolen. Wenige Jahre später sollte diese griechische Welt östlich der Ägäis völlig verschwunden sein. 3000 Jahre griechischer Präsenz fanden in der ‹Kleinasiatischen Katastrophe› ein tragisches und unwiderrufliches Ende.»

Siehe auch Μεγάλη Ιδέα („Große Idee“).

## Μικρὸν ἀπὸ τοῦ ἡλίου μετάστηθι.

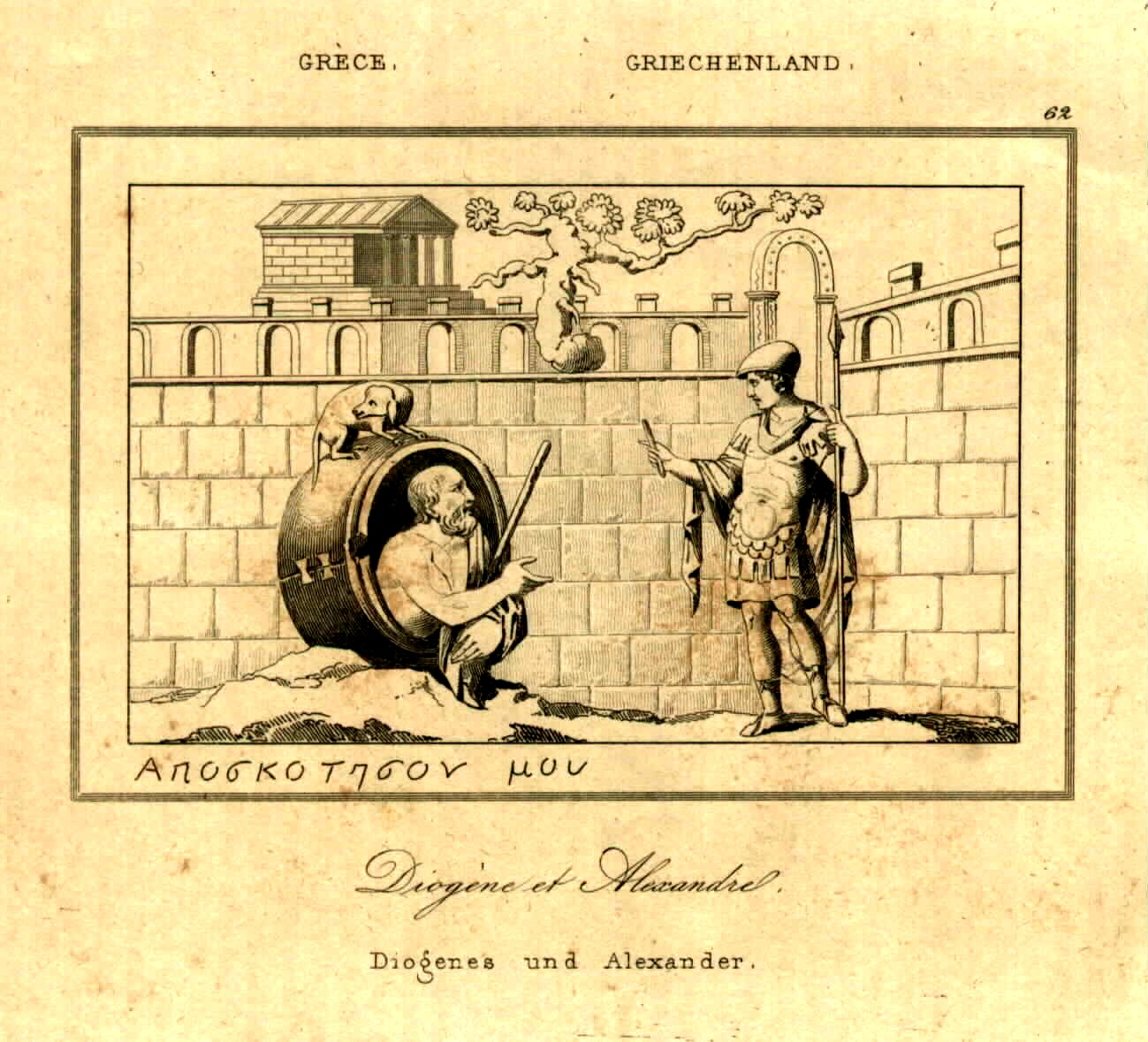
Diogenes und Alexander
- Μικρὸν ἀπὸ τοῦ ἡλίου μετάστηθι.
„Ἀποσκότησον μου“

Mikron apo tou hēliou metastēthi.
„Geh mir ein bisschen aus der Sonne.“
Vom Historiker Plutarch überlieferter angeblicher Ausspruch des Diogenes gegenüber Alexander dem Großen, der gerade zum obersten Feldherrn der Griechen gewählt worden war und von allen Seiten Gratulationen entgegennahm. Eigentlich hatte er auch mit Diogenes gerechnet. Als dieser aber nicht erschien, suchte ihn Alexander in Begleitung einiger Offiziere auf.
Nach anderen Quellen sagte er: Ἀποσκότησον μου Aposkotēson mou – „Nimm deinen Schatten von mir!“
Plutarch erzählt, Diogenes habe gerade in der Sonne gelegen, als Alexander erschien und fragte, ob er eine Bitte an ihn habe. Daraufhin sprach Diogenes die obigen Worte. Alexander soll davon so beeindruckt gewesen sein, dass er sagte:

„Εἰ μὴ Ἀλέξανδρος ἤμην, Διογένης ἂν ἤμην.“

„Wenn ich nicht Alexander wäre, dann möchte ich Diogenes sein.“

(Es wird übrigens erzählt, dass Alexander und Diogenes am selben Tag, dem 10. oder 11. Juni 323 v. Chr., gestorben seien.)

## Μολὼν λαβέ
Μολὼν λαβέ
Molōn labé
„Komm und nimm!“
Antwort des Königs Leonidas I. von Sparta auf das Angebot des persischen Königs Xerxes I., der mit 800.000 Mann vor den Thermopylen erschien, ihn und seine wenigen Männer zu verschonen, wenn sie die Waffen niederlegten. Leonidas antwortete lakonisch: „Molon labe!“, was so viel heißt wie: „Kommt und holt sie euch!“ Dann kämpften seine Soldaten bis zum letzten Mann.
Erst der Verrat durch einen gewissen Ἐφιάλτης Ephialtēs („Alptraum“) erlaubte es den Persern, die griechischen Truppen zu besiegen. Insgesamt blieben etwa 1.000 Griechen, um den Rückzug zu decken, die alle starben, allerdings nicht ohne den Persern schwere Verluste zuzufügen. Diese nicht kriegsentscheidende Niederlage begründete den späteren Ruhm Spartas.
„Molon labe“ ist heute das Motto des Ersten Griechischen Armeecorps und des United States Special Operations Command Central Command (SOCCENT).
„Molon labe“ ist auch das Motto US-amerikanischer Gruppierungen, die das Recht auf Waffenbesitz verteidigen wollen, und es erscheint seit den späten 1990er und frühen 2000er Jahren auf den Web-Sites von Waffenaktivisten.
Siehe auch: Ὑπὸ σκιῇ. („Dann werden wir eben im Schatten kämpfen.“)

## Μουσάων Ἑλικωνιάδων ἀρχώμεθ’ ἀείδειν

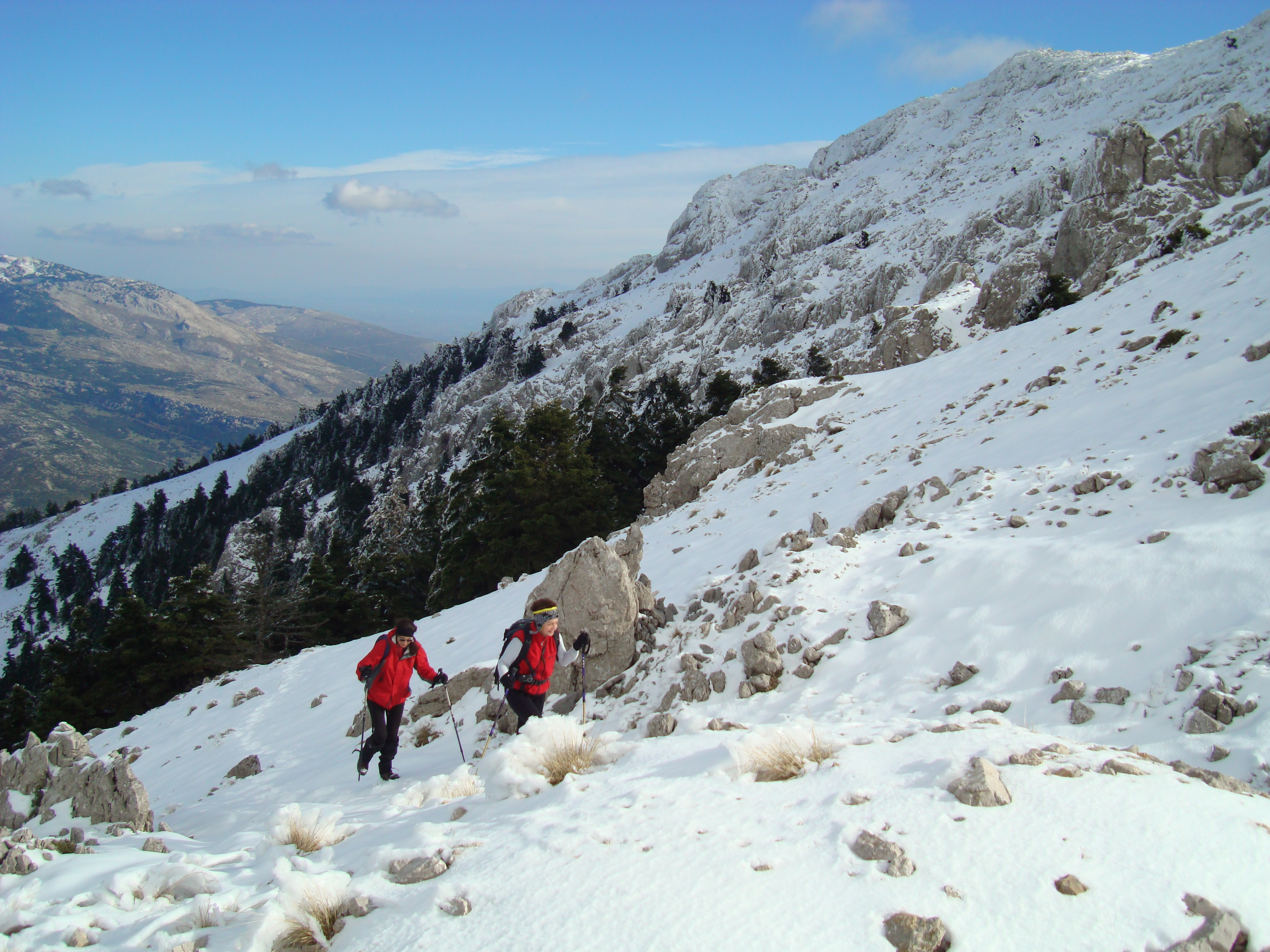
Helikon-Gebirge

Μουσάων Ἑλικωνιάδων ἀρχώμεθ’ ἀείδειν
Mousaōn Helikōniadōn archōmeth’ aeidein
„Helikonischen Musen geweiht, heb unser Gesang an“
Anfangsworte der Theogonie des Dichters Hesiod, die sich mit der Entstehung der Götter befasst:
Μουσάων Ἑλικωνιάδων ἀρχώμεθ’ ἀείδειν,

αἵ θ’ Ἑλικῶνος ἔχουσιν ὄρος μέγα τε ζάθεόν τε

καί τε περὶ κρήνην ἰοειδέα πόσσ’ ἁπαλοῖσιν

ὀρχεῦνται καὶ βωμὸν ἐρισθενέος Κρονίωνος·
In der deutschen Übersetzung von Johann Heinrich Voß klingt das so:
Helikonischen Musen geweiht, heb’ unser Gesang an,

Die auf dem Helikonberge, dem großen und heiligen, walten:

Wo sie den dunkelen Quell mit geschmeidigen Füßen im Reihntanz

Und den Altar umschweben des allmachtfrohen Kronion.
Der Helikon ist ein Gebirge in der Landschaft Böotien, der als Sitz der Musen galt, bis sie von Apollon nach Delphi gebracht wurden. Kronion ist ein anderer Name für Zeus, dem Sohn des Titanen Kronos.

## μουσικὴ τέχνη
μουσικὴ τέχνη
musikē technē
„musische Beschäftigung“
Das heißt Beschäftigung mit einem Bereich, für den eine der neun Musen zuständig war. Erst später verengte sich der Begriff über das lateinische ars musica zu „Tonkunst“.
Der Dichter Hesiod legt in seiner Theogonie die Zahl der Musen auf neun fest, auch die von ihm genannten Namen werden kanonisch und lassen sich anhand des folgenden Hilfsverses leicht merken: „KlioMeTerThal EuEr UrPoKal“.
| Bild | Name                                    | Anmerkungen |
| --- | --------------------------------------- | --- |
| Statue von Klio im Park Belvedere, Wien, Schrägansicht von vorn links; Klio stützt sich mit der rechten Seite auf ein übergroßes Buch, das auf einem Baumstumpf steht, in der linken Hand hält sie ein Blasrohr | Klio Κλειώ (die Rühmende)               | Muse der Geschichtsschreibung. Sie brachte das phönizische Alphabet nach Griechenland. (Attribute: Schriftrolle und Schreibrohr oder Feder, cornettoartiges Instrument, Lorbeerkranz) |
| Statue von Melpomene im Park Belvedere, Wien, Schrägansicht von vorn links; Melpomene breitet den rechten Arm in Richtung Betrachter aus, in der linken hält sie eine große Muschelschale; ihr rechtes Bein ist nach vorn gebeugt, so dass das Schuhwerk erkennbar ist, der Fuß steht auf einem kleinen Baumstumpf; rechts am Boden eine übergroße Theatermaske                              | Melpomene Μελπομένη (die Singende)      | Muse der tragischen Dichtung und des Trauergesangs. Sie ist zuständig für die Tragödie. (Attribute: tragische Maske und Keule, sowie ein Kranz mit Weinlaub, Kothurne; manchmal Messer oder ähnliches in der einen und Maske in der anderen Hand)                                                     |
| Statue von Terpsichore, Frontalansicht; sie lehnt sich an ein Podest links von ihr, auf dem eine große Lyra steht, diese hält sie zugleich mit der linken Hand | Terpsichore Τερψιχόρα (die Reigenfrohe) | Muse der Chorlyrik und des Tanzes. Gemeinsam mit dem Flussgott Achelos ist sie die Ahnherrin der Sirenen. (Attribute: Lyra und Plektron) |
| Statue von Thalia in den Vatikanischen Museen, Frontalansicht; sie sitzt auf einem Stein oder großen Baumstumpf, rechts von ihr liegt eine Theatermaske, in der linken Hand hält sie eine Handtrommel | Thalia Θάλια (die Blühende)             | Muse der komischen Dichtung und der Unterhaltung. Thalia ist auch eine der drei Grazien. (Attribute: komische Maske, Efeukranz und Krummstab des Schäfers) |
| Statue von Euterpe im Park Sanssouci, Potsdam, Schrägansicht von vorn links und von unten, da sie auf einem hohen Podest steht; sie lehnt sich mit ihrer linken Seite gegen einen mit Tüchern verdeckten Gegenstand, in beiden Händen hält sie einen Aulos | Euterpe Εὐτέρπη (die Erfreuende)        | Muse der Tonkunst und der lyrischen Poesie. Sie gilt als Erfinderin der Flöte. (Attribute: Flöte oder Aulos, Lorbeerkranz) |
| Statue von Erato, Frontalansicht; in der linken Hand hält sie eine Kithara, mit der echten greift sie herüber | Erato Έρατώ (die Liebevolle)            | Muse der Lyrik (insbesondere der Liebes- und Erotikpoesie), des Gesanges, des Tanzes und der Nachahmung. (Attribut: Kithara) |
| Statue von Urania im Park Sanssouci, Potsdam, Frontalansicht; ihr rechter Arm ist über ihr erhoben, die Finger zusammengebogen, eventuell war dort einmal ein Stab hineingesteckt; ihr linker Arm ist halb nach vorn ausgestreckt, in der Hand hält sie eine Kugel | Urania Οὐρανία (die Himmlische)         | Muse der Sternkunde. Sie kleidete sich in einen Mantel, der mit Sternen bestickt war, und richtet ihren Blick meist zum Himmel. (Attribute: Himmelsglobus und Zeigestab) |
| Statue von Polyhymnia im Park Sanssouci, Potsdam, Schrägansicht von vorn links und von unten, da sie auf einem hohen Podest steht; sie stützt sich mit dem linken Unterarm und dem rechten Ellenbogen auf einen halbhohen Baumstumpf, die rechte Hand unter ihrem Kinn; sie trägt einen Umhang                                                                                               | Polyhymnia Πολυμνία (die Hymnenreiche)  | Muse der Hymnendichtung, des Tanzes, der Pantomime, und der Geometrie. Oft wird sie mit dem Ellbogen auf eine Säule gestützt und einen Finger an den Mund dargestellt. (kein spezifisches Attribut, manchmal die Lyra; gern auch mit einem bauschigen Umhang, Schultertuch oder Schleier dargestellt) |
| Statue von Kalliope in den Vatikanischen Museen, Schrägansicht von vorn links; sie sitzt auf einem Stein oder ähnlichem, hält in der linken Hand eine Schreibtafel, ihre rechte Hand befindet sich frontal vor ihr in einer Stellung, als ob sie etwas schreiben will; die Finger sind so gebeugt, als ob sie einen Griffel in der Hand hielte, eventuell war das ursprünglich auch der Fall | Kalliope Καλλιόπη (die Schönstimmige)   | Muse der epischen Dichtung, der Wissenschaft, der Philosophie und des Saitenspiels sowie des Epos und der Elegie. Mutter des Sängers Orpheus. Schlichtete einen Streit zwischen Persephone und Aphrodite. (Attribute: Schreibtafel und Schreibgriffel oder Schriftrolle und Feder, Lyra)              |

## Μυκονίων δίκην
Μυκονίων δίκην
Mykoniōn dikēn
„wie die Mykonier“
Lateinisch: Myconiorum more
Der Humanist Erasmus von Rotterdam schreibt in seiner Sprichwörtersammlung Adagia:

„Wie die Mykonier gellen sie zu einem Gelage: Das sagte man von denen, die uneingeladen, aus freien Stücken kamen. Mykonos ist eine Kykladeninsel; die Leute dort waren so arm, daß die Not sie zwang, bei Gesellschaften zu schmarotzen; daher die scherzhafte Redensart.“

Das deutsche Äquivalent für diese Redewendung ist Nassauer bzw. nassauern. Da das Herzogtum Nassau über keine eigene Universität verfügte, schloss Herzog Wilhelm von Nassau-Weilburg 1817 einen Staatsvertrag mit dem Königreich Hannover. Die Königlich-Hannoversche Georg-August-Universität zu Göttingen wurde dadurch zur Nassauischen Landesuniversität. Um den Studenten einen Anreiz zur Aufnahme des Studiums im über 300 Kilometer entfernten Göttingen zu bieten, gewährte der Herzog Stipendien in Form einer kostenlosen Verköstigung. Die Stipendiaten konnten also bei einem Göttinger Vertragswirt kostenlos essen. Nutzte ein Nassauer Student dieses Angebot nicht, nahm häufig ein Fremder, Unbefugter, der sich als Nassauer ausgab, dessen Platz und das freie Mahl ein. Dadurch sollen die studentischen Ausdrücke „nassauern“ und „Nassauer“ entstanden sein.

## μυστήριον τῆς πίστεως
μυστήριον τῆς πίστεως
mystērion tēs písteōs
„Geheimnis des Glaubens“
Das Geheimnis des Glaubens (lateinisch: mysterium fidei) ist der Ausruf des Priesters während der katholischen Messfeier unmittelbar nach den Wandlungsworten. Die versammelte Gemeinde antwortet darauf mit der Akklamation:
„Deinen Tod, o Herr, verkünden wir, und deine Auferstehung preisen wir, bis du kommst in Herrlichkeit.“